# Liste von Märchen aus Südosteuropa
Diese Liste enthält Märchen und Märchen-Sammlungen aus Südosteuropa. Für die Hauptliste, siehe Liste von Märchen.
Die Märchen sind geografisch nach Ländern gegliedert. Die Sortierung innerhalb der Länderabschnitte orientiert sich nach Märchensammlern bzw. Autoren sowie nach deren Buchtiteln, sonstigen Werken oder Büchern, in denen deren Märchentexte wiedergegeben werden, wobei die frühesten Ausgaben der Werke angegeben und Doppelungen der Märchen eines Sammlers/Autors vermieden werden sollten. Kunstmärchen sind jeweils am Ende der Länderabschnitte angegeben.
Die Alternativtitel müssen nicht zwingend den jeweiligen Sammlern zugehörig sein, sondern können auch von unbedeutenden Sammlern oder Aufzeichnern sowie Werken ohne Quellenangabe stammen.

## Albanien
Johann Georg von Hahn: Griechische und Albanesische Märchen, Zweiter Teil, Wilhelm Engelmann, Leipzig 1864.
- Augenhündin
- Ljelje Kurwe
- Das Haar der Schönen der Erde
- Perseus
- Der Räuber Ruß (auch Der Räuber Nuß)
- Das Schlangenkind (vgl. Wieder vom Schlangenbräutigam)
- Silberzahn
- Taubenliebe (vgl. Amor und Psyche)
- Schneewittchen (vgl. Schneewittchen)
- Entstehung des Kukuks (auch Entstehung des Kuckucks)
- Erschaffung des Wolfes
- Der gefesselte Teufel
- Der Fall der Engel
- Vom Einzirlis Minizirlis Mikrosinzirlaki (auch Vom Sinzirlis Minizirlis Mikrosinzirlaki)
- Die Goldschale
- Hänschen, dem ein Mohr in den Mund speit
- Der dumme Junge, welcher Geld gewinnt
- Die kluge Jungfrau
- Vom klugen Sohne und den drei Karfunkeln
- Die heiratsscheue Prinzessin

Martin Camaj: Sammlung Camaj.
- Der Junge und sein Traum[3]
- Das Mädchen mit dem Mond und der Junge mit dem Stern auf der Stirn[3] (vgl. De drei Vügelkens)
- Die drei Jäger[3]
- Der Halbhahn[3]
- Entschließe dich nie sofort![3]
- Die drei Schwestern und der Wolf[3] (vgl. Die drei kleinen Schweinchen)
- Der König, der Diener und das Mädchen mit dem goldenen Haar[3]
- Drei Schwestern, ein Bruder und die Tochter des Königs[3]
- Das Mädchen wie Milch und Blut[3] (vgl. Die drei Zitronen)
- Bohnenmädchen[3]
- Der Mann, der einmal ein Baron war[3]
- Die zwei Brüder[3]
- Das Korn[3]
- Der Junge und der Zauberer[3]
- Die Patin Tod[3]
- Der Junge und der Menschenfresser[3]
- Der Sohn des Königs, der ein Falke war[3] (vgl. Der Riegel)
- Die Stiefmutter[3]
- Der Dieb von Malesia und der Dieb von Istanbul[3]
- Costandini und Garentina[3]
- Bruder und Schwester erkennen sich wieder[3]
- Der Kampf der Drangonis gegen die Kulshedra[3]
- Der Wolf und der Fuchs[3] (siehe: Der Fuchs im Märchen)
- Der Dumme und die Ziegen[3]
- Der Vogel und der Fuchs[3] (siehe: Der Fuchs im Märchen)
- Der Wolf und das Muli[3]
- Der Fuchs und der Rabe[3]
- Der Patron und seine Tiere[3]
- Der Fuchs und die Nachtigall[3] (vgl. Von einem Hahnen und Fuchs)
- Die Ameise, die Maus und der Kater[3]
- Der Jäger und die Nachtigall[3]
- Der große Schildkröterich und die Tochter des Paschas[3]
- Wie der Mann die Wette gewann[3]
- Weder Ente noch Enterich[3]
- Das Urteil des Kadi[3]
- Was er macht, macht er gut[3]
- Der Pflug mit den zwei Henkeln[3]
- Die zwei Schafhirten[3]
- Die Geschichte vom Sattel[3]
- Die Mönche und das Schwein[3]
- Der Herr Jesus und Sankt Peter[3]
- Die Katze und die Maus[3]
- Marmarose[3]
- Die Geschichte von der Alten[3]
- Wie einer die Teufel belog[3]
- Dann komme ich selbst![3]
- Von einem, der die Sprache der Tiere verstand[4] (vgl. Der Jäger und die Schlange)

Weitere Sammler
Anton Çetta
- Die Schildkrötenbraut
- Der Schlangenbräutigam
- Die Auswanderer
- Der Fliegenscheich

S. R. Dino
- Das Schicksal eines Burschen

Auguste Dozon
- Der Pascha und der Junge

Evangelos Konstantinou
- Die zwei armen Geschwister
- Der Junge, der dem Wolf versprochen wurde

Donat Kurti
- Unglücklich der, der sein Glück nicht erkennt
- Alles erraten
- Der Mensch, der alles hörte
- Noch weiter weg als dort, wo die Fliege Eisen zerbeißt
- Der goldene Pantoffel
- Die treue Frau
- Die Ora und der Halbkürbis
- Die Alte und die wilden Ziegen
- Der Abend des heiligen Nikolaus
- Zu Hause läßt mir die Frau keine Ruhe und auf dem Acker frißt mich der Bär
- Dürres Laub für Galläpfel
- Kacel Mici

Dragutin Mičović: Albanische Volksmärchen. Beograd.
- Der Kampf mit dem Drachen
- Der verzauberte Jüngling und die Zarentochter
- Der Unbesiegbare
- Der gläserne Berg

Weitere Märchen
- Das Mädchen aus der Apfelsine (Studime 1964)
- Der Teufel, der Uho hieß (Studime 1964)
- Die Priesterstochter und der Königssohn (Studime 1964)
- Die Geschichte von einer tugendhaften Frau (Buletin 1958)
- Der blinde König (Buletin 1963)
- Das Rindenmädchen (Buletin 1962)
- Der Teufelsbräutigam (Buletin 1958)
- Der Junge, der sich mit dem Toten verbrüderte (Buletin 1966)
- Der Königssohn und die Geister (Buletin 1962)
- Das Glück des Hodscha (Studime 1966)
- Deli Sulejman, der Tapfere (Buletin 1960)
- Die schlaue Frau (Studime 1964)
- Die drei Schwiegertöchter und die Schwiegermutter (Buletin 1957)
- Der Grindkopf (Buletin 1958)
- Eine dumme Frau, die den Jüngsten Tag erlebte (Studime 1972)
- Der Fuhrmann und der Wirt (Buletin 1963)

Weitere Bücher
Balkan Märchen. Verlag Werner Dausien, Hanau 1993; erzählt von Miloš Malý und Vladimír Hulpach.
- Taubenliebe
- Vom Schicksal
- Tschitscha
- Wer ist durchtriebener?
- Nur für einen Piaster …

## Balkan
Märchen europäischer Völker – Märchen vom Balkan und den Mittelmeerinseln. Bertelsmann, Gütersloh 1970er.
Märchen vom Balkan
- Wie Adam die Tiere mit Namen benannte
- Das Glück kommt von Gott
- Gutes wird mit Gutem vergolten
- Die beiden Brüder
- Gute Tat geht nie verloren
- Der Schatz des Kaisers Konstantin
- Tu Gutes, es wird dich nicht gereuen
- Drei Brüder (vgl. Die Prinzessin auf dem gläsernen Berg)
- Der Herrgott und die vier Brüder
- Das lügst du
- Das goldene Gürtelschloß
- Das Mädchen im Kasten
- Die zwei neidischen Schwestern
- Die drei Gesellen
- Gisar, die Nachtigall
- Ein Bursche erlöst zwölf verwunschene Mädchen (vgl. Die zwölf Brüder)
- Der Schwiegersohn aus der Fremde
- Das Froschmädchen
- Der Igelbräutigam
- Das Mädchen von nirgend her
- Wahrer Verdienst bleibt nicht verborgen
- Die Zarentochter und der Drache
- Die drei Ringe
- Der Wolf mit dem eisernen Kopfe
- Der Kaiser, seine Tochter und ihre drei Freier
- Der Hahn und die Sonne
- Der Ring des Drachen
- Der Arme und sein Schicksal
- Der Köhler und der Bär
- Wie das Essen, so die Arbeit
- Das kluge Mädchen
- Die alten Leute auf dem Berge
- Der Bursche und die Katze
- Der Lügenwettstreit
- Die Bruderliebe siegt
- Das Fleisch kam ganz allein ins Haus
- Jugend ohne Alter und Leben ohne Tod

Märchen von Mittelmeerinseln
- Der Kopf
- Die Tschaklabanien
- Das Schicksal von Jannáki
- Die Prinzessin, die nur den allerschönsten Prinzen heiraten wollte

Balkan Märchen. Verlag Werner Dausien, Hanau 1993; erzählt von Miloš Malý und Vladimír Hulpach.
- Prinz Marko
- Wie Marko mit den Türken auf die Jagd ging und was er dann beim Pflügen fand
- Markos Tod

Märchen der Welt. Magnus-Verlag, Essen 1983, Roland W. Pinson.
- Das Zwerglein Tartahot
- Der Heilige Nikolaus
- Die Rache des Kamels

## Bosnien und Herzegowina
K. Blagajić: Hrvatske narodne pjesme i pripoviedke iz Bosne. Zagreb 1886.
- Der kluge Arme
- Rahman und Schahbas

H. Dizdar: Narodne pripovijetke iz Bosne i Hercegovine. Sarajevo 1955.
- Woher die englische Königin soviel Geld hat
- Der Zauberring
- Atesch Perischa
- Das väterliche Erbe
- Der Zigeuner und die Riesen
- Pfefferling
- Kabadaluk
- Das Schicksal
- Die Goldkinder

Milena Preindlsberger-Mrazović: Bosnische Volksmärchen. Innsbruck 1905.
- Die Pest im Sack
- Die Gaben des Schlangenkaisers
- Die Bärenprinzessin

Weitere Bücher
Die Märchen der Weltliteratur – Volksmärchen aus Jugoslawien. Eugen Diederichs Verlag, Düsseldorf / Köln 1960, Joseph Schütz (Hrsg. und Übert.). 
- Der Beg und der Fuchs

## Bulgarien
Elena Ognjanova
Märchen aus Bulgarien. Leipzig 1987.
- Gotte Abmachung mit dem Teufel
- Die Erschaffung der Sonne und der Sterne
- Die Erschaffung der Menschen
- Wie Adam den Tieren ihre Namen gab
- Adam und Eva auf der Erde
- Jeder Mensch ist seines Glückes Schmied
- Warum man den Teufel nicht mehr sieht
- Der Arme, der sich einen Esel wünschte
- Der Fischer, der Wolf und der Fuchs (siehe: Der Fuchs im Märchen)
- Das Hähnchen und das Huhn
- Der Wolf, der Igel und das Reh
- Der schlaue Fuchs und der dumme Wolf
- Der schlaue Hahn
- Der arme Junge und die Zarentochter (auch Der Arme und die Zarentochter)[9]
- Verstand ist besser als Glück
- Wie einer unverhofft reich wurde
- Der Pope und die drei Brüder
- Der Pope und der Hirte
- Der Zigeunerzar und die Zigeunerzarin
- Der Schneider, der das Stehlen liebte
- Der Schlaue Peter und der Müller
- Der Schlaue Peter erzählt von seiner Hochzeit
- Schreib es mir an
- Der Schlaue Peter rettet einen Bauern vor den Türken
- Der Schlaue Peter sucht seine Verwandten
- Es gab da mal so was
- Geld verführt
- Wißt ihr was
- Der trinkfreudige Sultan und der Schlaue Peter
- Der Sultan und der Schlaue Peter
- Der Schlaue Peter und der Wucherer
- Von einer Zunft
- Ich habe es nicht eilig
- Gut abgerechnet
- Der Schlaue Peter als Dorfschulze
- Wetter und Geld
- Haben sich die Augen satt gesehen
- Liegen ist besser als sitzen
- Reichte Gott allein nicht aus?
- Was ist das Paradies und was die Hölle?
- Ohne Schnurrbart
- Warum der Schlaue Peter seine Schuhe verkehrt herum anzog
- Hund und Hase
- Der Schlaue Peter erschlägt einen Hund
- Der Mut des Schlauen Peter
- Ein großer Verlust

Bălgarsko narodno tvorčestvo.
- Auch Gott sündigt wie die Menschen
- Der heilige Ilija und die Menschen
- Wie ein gescheites Mädchen Schwiegertochter des Zaren wurde
- Das Teuerste ist das Salz
- Warum man die alten Leute nicht tötet
- Handwerk hat goldenen Boden
- Ungerecht Teilen bringt Unheil
- Die menschlichen Augen sind unersättlich

Aus der Quelle. Sofia 1980.
- Die Erschaffung der Frau

Großvater, Großmutter, Enkelkind. Volksmärchen über Tiere und Vögel. Sofia 1971.
- Die beiden Esel

Bulgarische Volksmärchen, -sprichwörter und Rätsel. Sofia 1962.
- Wenn man arbeitet, hat man auch Glück

Nikolai Rainow: Bulgarische Märchen. Swjat Verlag, Sofia 1987.
- Der furchtlose Bursche und der Blinde
- Die Braut des Vampirs
- Das nimmersatte Auge
- Der stärkste Recke
- Der Teufelslehrling
- Gelehrt ist noch nicht alles
- Die drei Zauberpferde
- Kuschkundalewo
- Das spannenlange Männlein mit dem ellenlangen Bart
- Der Bursche und die drei Feen
- Das hölzerne Pferd
- Die Schönste auf der Welt
- Der Jungbrunnen
- Das Feenreich
- Die beiden Brüder
- Schnöder Dank
- Das kluge Mädchen (vgl. Die kluge Bauerntochter)
- Schelme und Diebe
- Der Prophet
- Spinnrocken und Haspel
- Die törichte Schöne
- Schlepp hin – schlepp weg
- Die Schwiegertochter des Popen
- Die Tiere in der Mühle
- Wie die Füchsin Pilgerin wurde (vgl. Der Fuchs, der Hahn und der Wiedehopf)
- Der verwunschene Vogel (auch Von drei Schwestern wird eine Zarin,[10] vgl. Schneewittchen)

Weitere Sammler
Ilija Blăskov
Der Schlaue Peter oder Eine Auswahl lustiger und unterhaltsamer Märchen. Ruse 1884.
- Der Schlaue Peter als Teilhaber des Popen
- Wer anderen eine Grube gräbt
- Der Schlaue Peter und der Barbier
- Der Schlaue Peter vor Gericht

Chitär Petăr. Šumen 1895.
- Die Teufeleien des Schlauen Peter

Ivan Džurenov: Großmutter erzählt. Sofia 1961.
- Der Junge und das Bärenjunge

S. Džurenova: Baba razkazva. Sofia 1961.
- Der überlistete Wucherer
- Slavejko, der Drachentöter
- Der alte Mann und die Drei

Stefan Kostow und Dimitär Mišev: Chrestomatie für Sprachlehre. Band II, Plovdiv 1889.
- Die drei Brüder und der goldene Apfel[11] (vgl. Der Apfelbaum des Königs)
- Die Zarentochter mit den eisernen Kleidern[8]

G. Ch. N. Lačoglu und L. M. Astardžiev: Sbornik ot razni bălgarski narodni prikazki i pesni. Č. I. Rusčuk 1870.
- Der Waldgeborene und die Schicksalsfrauen

M. G. Makedonski: Winterabende. Sammlung von Volksmärchen und -liedern aus der Umgebung von Kjustendil. 1900.
- Der Wolf und die Richter

Dimitär V. Mančov: Muttersprache. Plovdiv 1889.
- Die Krähe und der Krebs
- Die drei Brüder und der Drache

Dimitär Marinov: Fabelbuch oder Sammlung von Volksfabeln. Sofia 1894.
- Der Bär und der Hirte[11]
- Der Bär und der Kuhhirt[8]
- Der Wolf unnd der Schäfer[8]
- Der Hirsch und das Rehlein[8]
- Der Ertrinkende und die Schlange[8]
- Die beiden Fischchen[8]

Kuzman Anastasov Šapkarev
Sammlung von Volksaltertümern. Bulgarische Volksmärchen und Überlieferungen. Plovdiv 1885.
- Der Mensch ist der Stärkste[11]
- Die unvernünftige Frau und ihr schlauer Mann[11]
- Weder in diesen noch im nächsten Jahr feiern wir Ostern[11]
- Der Traum des Spatzen[8]
- Die Hirtin, die Zarin wurde[8]

Sammlung bulgarischer Volksschöpfungen. Sofia 1892–1894.
- Der Junge, der von einem Apfel kam

Stojan Sirakov: Märchenbuch mit Gedichten und Märchen. Tărnovo 1902.
- Der Mann und die Schlange

Iwan Wasow und Konstantin Veličkov: Chrestomatie oder Sammlung von ausgewählten Beispielen aller Literaturgattungen. Plovdiv 1884.
- Der Frosch und der Ochse

M. Vlajkov: Der Schlaue Peter, der Vernünftige Radoj und Stanjo, der Wissende. Sofia 1929.
- Viel gelernt[11]
- Frißt ein Esel Bohnen?[11]
- Am treuesten ist der Hund[8]
- Der Geldverleiher[8]

Weitere Märchen
Sammlung für Volksschöpfungen, Wissenschaft und Schrifttum. Sofia 1889–1958.
- Der dumme Wolf[11]
- Der Fuchs, der Wolf, der Bär und das Schwein[11] (vgl. Die Katze als Frau Fuchs)
- Der Jäger und die Tiere[11]
- Die Füchsin und der Schäfer[11] (auch Der Fuchs und Turan oder Tschekardak Pascha[8], vgl. Der gestiefelte Kater)
- Der Fuchs als Richter[11] (vgl. Vom Bauer, der Schlange und der Füchsin)
- Der Fuchs als Retter[11] (siehe: Der Fuchs im Märchen)
- Der goldene Vogel[11]
- Der Kelesch und die Königstochter[11]
- Das Geschenk der Sonne[11]
- Der Sohn des Bären[11]
- Der beste Schütze[11]
- Kratuntscho[11]
- Das Kind, das einem Fisch versprochen war[11]
- Der Zaubervogel[11] (vgl. Vogelkopf und Vogelherz)
- Das Schildkröten-Mädchen[11]
- Die Wohltaten des Holzfällers Dobri[11]
- Das Recht und das Unrecht[11]
- Iwantscho lernt des Teufels Handwerk[11]
- Die Königstochter mit den hölzernen Kleidern[11]
- Wie das verwöhnte Mädchen eine arbeitsame Frau wurde[11]
- Gib nicht zu Lebzeiten deinen Besitz her![11]
- Die kluge Braut[11]
- Ein dummer, armer Mann[11]
- Der Gerber und die Verführer[11]
- Als der blutige Hagel fiel[11]
- Der Junge und das Kätzchen[11]
- Die Schlauberger von Dschurowo[11]
- Das verlogene Dorf[11]
- Er überlistete das Dorf[11]
- Schwiegersohn und Schwiegereltern[11]
- Hü, ins Jenseits[11]
- Der bestrafte Bürgermeister[11]
- Eine Hündin fraß seine Nase[11]
- Das Glück der verschiedenen Völker[11]
- Der König, der Ackermann und die Minister[11]
- Der Mann, der die Teufel überlistete[11]
- Das linke Auge des Königs[11]
- Er ist mein Mann, ich kann aus ihm machen was ich will[11]
- Die gefräßige Popenfrau[11]
- Ein Pope und ein Zigeuner[11]
- Nasradin Chodscha und sein Esel[11]
- Chitar Petar und Nasradin Chodscha lügen um die Wette[11]
- Nasradin Chodscha belügt seine Freunde vom Kaffeehaus[11]
- Der Reiche und der Arme[11]
- Der Zigeuner im Krieg[11]
- Von dem abtrünnigen Popensohn, der auf die türkische Pilgerfahrt ging[4]
- Woraus der Honig entstanden ist und warum die Sonne nicht heiratet[4]
- Der heilige Georg, die Lamia und die Schlange[4]
- Wie die Welt erschaffen wurde[8]
- Die Erschaffung der Erde, der Berge und der Täler[8]
- Adam, Eva und die Schlange[8]
- Der Mann, der Ochse, der Hund und der Affe[8]
- Wie der Winter entstand[8]
- Warum die Sonne nicht heiratete[8]
- Durch Blicke allein entsteht nichts[8]
- Der Arme bei Gott[8]
- Jeder lebt sein Leben[8]
- Was immer du tust, fällt auf dich selbst zurück[8]
- Der redliche Mann und der Spiegel der Armen[8]
- Der Jäger und die Tiere[8]
- Der Fuchs und der Schäfer[8]
- Der Fuchs als Richter[8] (vgl. Vom Bauer, der Schlange und der Füchsin)
- Der Kranke trägt den Gesunden[8]
- Der Mann und der Bär[8]
- Der schlaue Ziegenbock[8]
- Die Tiere als Landwirte[8]
- Der schreckliche Zar, der Kater[8]
- Das hinkende Hähnchen[8]
- Die Maus und der Maulwurf[8]
- Die arbeitsame Amsel[8]
- Der flinke Igel[8]
- Der Spatz und die Lerche[8]
- Die Mäuse und die Katze[8]
- Der Bär, der Ameisen fraß[8]
- Das goldene Vögelchen[8] (auch Der goldene Vogel[9], vgl. Der goldene Vogel)
- Das fliegende Pferd[8]
- Die dankbare Kuh[8]
- Das Geschenk der Schlange[8] (vgl. Der Schlangenkönig)
- Der wundersame Vogel[8] (vgl. Vogelkopf und Vogelherz)
- Gutes zahlt sich aus[8]
- Die Söhne mit den goldenen Haaren[8] (vgl. De drei Vügelkens)
- Des Zaren Schwiegersohn, der sich verwandeln konnte[8]
- Das Kürbiskind[8]
- Die Schildkrötenbraut[8]
- Das linke Auge des Zaren[8]
- Der Reiche und seine drei Söhne[8]
- Die kluge Braut[8]
- Was man säet, das erntet man[8]
- Wie einer sein Dorf überlistete[8]
- Die größte Sünde[8]
- Wer sind die Diebe[8]
- Wie ein Junge seiner Mutter die Zunge abbiß[8]

Bălgarsko narodno tvorčestvo. Sofia.
- Die Flucht der Tiere in den Wald[11]
- Der Wolf und der Zigeuner[11]
- Eine Lüge wird nicht mit der Elle gemessen[11]
- Weshalb man die alten Leute nicht tötet[11]
- Chitar Petar überlistet den Popen[11]
- Der alte Wolf[8]
- Der Wolf und die Zigeuner[8]
- Der Kameltreiber und seine Kamele[8]

Bălgarska narodna poezija. Sofia 1921.
- Die Erschaffung des Teufels
- Der Bauersmann und der Erzengel Michail
- Der heilige Petrus und der arme Mann

Weitere
- Der Junge und der Wind (Zeitschrift Zvezdica. Sofia.)[11]
- Der böse Riese und die drei Mädchen (Zeitschrift Trud. veliko Tărnovo.)[11]
- Das Mädchen aus Kalk (Zeitschrift Trud. veliko Tărnovo.)[11]
- Der Zauberring[11]
- Das ungeborene Mädchen (Periodičesko spisanie na Bălgarskoto knižovno družestvo. Sofia.)[11]
- Die drei Schwestern (Knižici za pročit. S beletrično, technično, naučno i zabavitelno sădăržanie I. Solun 1889–1891;[11] auch Drei Schwestern[8] vgl. De drei Vügelkens)
- Ein Waisenkind wird mit Hilfe seines Büffels des Königs Schwiegersohn[11]
- Großvater Trak und der letzte Drache (Zeitschrift Obšt trud. Bolgrad.)[11]
- Die Erschaffung und die Rettung der Welt (Zeitschrift Obšt trud. Moskva 1868.)[8]
- Der König und die Diebe[11]
- Der Alte und der Bär (Archiv von Ljuben Karavelov)[8]
- Der gierige Hund (Baba razkazva. Sofia 1961.)[8]
- Der Wolf und die Elster (Baba razkazva. Sofia 1961.)[8]
- Der Mann, der den Sonnensohn vertrat (Laljo Marinov-Lamar)[8]

Weitere Bücher
Slawische Märchen. Artia Verlag, Prag 1971; erzählt von V. Stanovský, O. Sirovátka und R. Lužík.
- Der gutherzige Zarewitsch
- Die dankbaren Tiere

Balkan Märchen. Verlag Werner Dausien, Hanau 1993; erzählt von Miloš Malý und Vladimír Hulpach.
- Über das menschliche Leben
- Vom Felsblock auf dem Weg
- Von der bösen Frau und dem Teufel
- Vom Großvater Feenfreund, seinem Urenkel Luka und von der Krankheit Nakarada
- Durch Schaden wird man klug
- Vom Alten, der zaubern konnte

## Griechenland
Johann Georg von Hahn: Griechische und Albanesische Märchen. Erster und Zweiter Teil, Wilhelm Engelmann, Leipzig 1864.
aus Epirus
- Asterinos und Pulia (auch Vom Asterinos und der Pulja)
- Aschenputtel (vgl. Aschenputtel)
- Der Schöne und der Drakos (auch Von dem Schönen und vom Drakos)
- Der eiserne Derwisch und der Prinz mit den drei Zwiebäcken (auch Vom eisernen Derwisch und dem Prinzen mit den drei Zwiebäcken)
- Der dem Drakos gelobte Prinz (auch Vom Prinzen, der dem Drakos gelobt wurde)
- Der Prinz und seine Fohlen (auch Vom Prinzen und seinem Fohlen)
- Die Goldgerte (auch Goldgerte oder Die goldene Gerte[14])
- Der halbe Mensch (vgl. Peruonto)
- Die drei dankbaren Tiere (auch Von den drei dankbaren Tieren)[14]
- Das Mädchen im Krieg
- Wette der drei Brüder mit dem Bartlosen (auch Die Wette der drei Brüder mit dem Bartlosen)
- Vom Mordmesser, dem Wetzstein der Geduld und der Kerze, die nicht schmilzt
- Die unter der Erde versteckte Prinzessin (auch Von der unter der Erde versteckten Prinzessin oder Die Prinzessin unter der Erde[14])
- Das Ziegenkind
- Der Prinz und die Schwanenjungfrau (auch Von dem Prinzen und der Schwanenjungfrau)
- Von der Frau, die Gutes tut und Undank erfährt
- Der Mann mit der Erbse
- Der Bartlose und der Drakos (auch Der Bartlose und der Drake)[14]
- Der Hundskopf
- Die erfüllte Prophezeiung
- Das Lorbeerkind
- Die Zwillingsbrüder
- Herr Lazarus und die Draken (auch Lazaros und die Draken)[14]
- Janni und die Draken
- Der Schwager des Löwen, des Tigers und des Adlers
- Der jüngste Bruder, der seine geraubte Schwester vom Drakenberge holt (auch Vom jüngsten Bruder, der seine geraubte Schwester vom Drakenberge holt)
- Allerleirauh (vgl. Allerleirauh)
- Das Mädchen, das Rosen lacht und Perlen weint (auch Von dem Mädchen, das Rosen lacht und Perlen weint)
- Die Goldschmiedin und der treue Fischersohn (auch Der treue Fischerssohn)[14]
- Gilt Recht oder Unrecht?
- Das Schlangenkind (auch Schlangenkind)
- Der Sohn des Schulterblattes
- Von einem, der die Vogelsprache erlernte (auch Wie einer die Sprache der Tiere erlernte)[14]
- Bakala
- Der kluge Schäfer
- Das goldene Huhn
- Der Königssohn und der Bartlose
- Von einem, der Verstand, aber kein Geld hatte
- Lügenmärchen
- Der Fischersohn und die Prinzessin
- Das Sonnenkind (auch Vom Sonnenkinde)
- Der Priester und die Bartlosen
- Die Schlange und ihre Eltern
- Von den Feigen, die Hörner erzeugen und Hörner vertreiben
- Der Traum des Prinzen
- Der Mann mit der Reisekiste
- Die drei um die Braut streitenden Brüder (auch Von den drei um die Braut streitenden Brüder oder Die drei streitenden Brüder[14])
- Der Spindelknopf

aus Kleinasien
- Die Zederzitrone
- Der weiberscheue Prinz (auch Von dem weiberscheuen Prinzen)

aus Nord-Euböa
- Der Zauberspiegel
- Die drei Brüder, die ihre geraubte Schwester suchen
- Belohnte Treue
- Der Jüngling, der Teufel und seine Tochter
- Halberbschen (auch Vom Halberbschen)
- Pfefferkorn (auch Das Pfefferkorn; aus Smyrna)
- Das Dohlenkind
- Von dem Manne, der in eine Frau und wieder in einen Mann verwandelt wurde (auch Von dem Manne, der in eine Frau und wieder in einen Mann verwandelt wird)
- Lügenwette (auch Die Lügenwette)[15]
- Sehergabe (auch Die Sehergabe)
- Der Jäger und der Spiegel, der alles sieht

von der Insel Tinos
- Die drei bösen Schnuren
- Der junge Jäger und die Schöne der Welt

von der Insel Syra
- Der starke Hans (auch Der starke Dimitros)[14]
- Die Strigla
- Lemoniza (auch Lemonitza)
- Die Äffin
- Der Lehrer und sein Schüler
- Sonne, Mond und Morgenstern (vgl. De drei Vügelkens)
- Der Goldäpfelbaum und die Höllenfahrt (vgl. Der Apfelbaum des Königs)

aus verschiedenen Gegenden
- Zi, Ba, Achmet Zelebi (aus Wisa)
- Die neue Kirche und die Nachtigall (auch Von der neuen Kirche und der Nachtigall[14]; aus Kydonia)
- Filek-Zelebi (aus Kreta)
- Die listige Mäherin (aus Kukuli)
- Das Bärenkind (aus Jannina)
- Dionysos (aus Böotien)

Griechische Elfenmärchen
- Der Bauer und die Elfin
- Die Elfenmühle
- Der Mann und die Elfen
- Die Frau und die Elfen
- Die Schnitterin und die Elfen
- Die Elfengelobte
- Die Elfin als Hausfrau
- Das Fischerkind und die Elfen

Griechische Tiermärchen
- Von dem Alten und der Alten und dem Hahne und dem Huhne (auch Von dem Alten und der Alten mit dem Hahne und dem Huhne oder Vom Streit um einen Hahn und ein Huhn)[14]
- Von der Füchsin, dem Wolfe und dem Priester (siehe: Der Fuchs im Märchen)
- Vom Bauer, der Schlange und der Füchsin (auch Der Bauer, die Schlange und der Fuchs)[14]
- Von dem Alten, dem Kater und dem Hunde (auch Vom Alten, dem Kater und dem Hunde)
- Von dem Wolfe, der Füchsin und dem Honigtopfe (auch Der Wolf und die Füchsin[14] oder Vom Wolf, der Füchsin und dem Honigtopfe, siehe: Der Fuchs im Märchen)
- Von der Füchsin Pilgerschaft (vgl. Der Fuchs, der Hahn und der Wiedehopf)
- Von der Füchsin und dem Igel (auch Die Füchsin und der Igel, vgl. Der Fuchs mit den hundert Listen und der Dachs mit den zwei Listen)
- Der Wolf, die Füchsin und der Esel (vgl. Wolf, Fuchs und Esel)
- Von dem Wolfe und dem Esel (auch Vom Wolfe und vom Esel)
- Von der Bärin, dem Bauer und der Füchsin (siehe: Der Fuchs im Märchen)

von den Insarioten
- Georg und die Störche

aus Zakynthos
- Die Zitronenjungfrau (auch Das Zitronenmädchen)[14]

aus Kalliopi
- Das Töpfchen
- Der närrische Knecht
- Die drei goldenen Äpfel
- Die heilige Paraskeve

unbekannt
- Der Mohr und die Fee

Bernhard Schmidt: Griechische Märchen, Sagen und Volkslieder. B. G. Teubner, Leipzig 1877.
- Die Faulenzerin
- Der Spruch der Moeren
- Die gute Schwester
- Der König mit den Bocksohren
- Die drei Citronen (auch Die drei Zitronen)
- Die verzauberte Königstochter oder der Zauberthurm (auch Die verzauberte Königstochter oder der Zauberturm)
- Die Herrin über Erde und Meer
- Der goldene Apfel des unsterblichen Vogels
- Prinz Krebs
- Die Schönste
- Der Capitän Dreizehn (auch Der Kapitän Dreizehn)
- Der Drache
- Der Riese vom Berge
- Helios und Maroula
- Das Schloss des Helios (auch Das Schloß des Helios)
- Die Mutter des Erotas
- Maroula und die Mutter des Erotas
- Der Garten des Erotas
- Tischtuch und Goldhuhn
- Die Wunderpfeife
- Der Garten des Charos (auch Der Garten des Todes)
- Gevatter Charos (auch Gevatter Tod)
- Die siebenköpfige Schlange
- Der Teufel und des Fischers Töchter
- Die Sendung in die Unterwelt

Johannes Mitsotakis: Ausgewählte griechische Volksmärchen. Sauernheimer, Berlin 1889.
- Der wilde Mann (vgl. Der Eisenhans)
- Die drei goldenen Regeln
- Der Sohn des Jägers und der Minister
- Der neidische Nachbar
- Meister Triorrhögas, oder der Mann mit den drei Weinbeeren
- Das goldene Kästchen
- Die Pforten der Großen
- Rodia (vgl. Schneewittchen)
- Der geprüfte Prinz
- Die Herrin und ihre Magd
- Die Bildersprache
- Die drei Kürbisse
- Die zwölf Monate
- Das künstliche Pferd
- Der Trimmatos oder der dreiäugige Währwolf
- Der böse Bruder
- Das wunderbare rothe Fischchen
- Der Riesentödter

Georgios A. Megas: Die Märchen der Weltliteratur – Griechische Volksmärchen. Eugen Diederichs Verlag, Düsseldorf / Köln 1965.
- Der Hahn als Abt (vgl. Der Fuchs, der Hahn und der Wiedehopf)
- Der Wolf und der Fuchs (siehe: Der Fuchs im Märchen)
- Wolf, Fuchs und Esel
- Der Fuchs und der Storch
- Der Mensch, die Schlange und der Fuchs (vgl. Vom Bauer, der Schlange und der Füchsin)
- Der Krebs und die Schlange
- Der Hirt und die Schlange (vgl. Der Mann und die Schlange)
- Der Mäuserich und seine Tochter
- Gevatterin Katze
- Die Füchsin als Nonne (vgl. Der Fuchs, der Hahn und der Wiedehopf)
- Löwe, Wolf und Fuchs
- Katze, Löwe und Mensch
- Der alte Holzfäller und der Löwe
- Der Fuchs in der Grube
- Der Ochse und der Esel
- Die Eule und das Rebhuhn
- Marula
- Pulia und der Morgenstern (auch Pulia und Morgenstern[15], vgl. Brüderchen und Schwesterchen)
- Myrsina (vgl. Schneewittchen)
- Die zwölf Monate
- Die Mühle
- Sonne und Mond
- Das Pfeifchen und das Mützchen
- Die Schildkröte und das Erbsenmännchen
- Der Sohn des Fischers
- Aschenbrödler
- Der Patensohn des Königs und der Bartlose
- Der Apfelbaum des Königs
- Blümchen-Blondchen-Goldhaar
- Die Wunderfeine oder die drei Zitronen (vgl. Die Liebe zu den drei Orangen)
- Der Nabel der Erde
- Der schlafende Königssohn
- Der Mann mit den vielen Erbsen
- Zirzonis
- Manchmal schlagen auch Worte Wurzel
- Was ist das Schnellste auf der Welt (auch Was ist das Schnellste auf der Welt?)
- Der Sacknäher
- Das gute, arme Kind (auch Das gute arme Kind)
- Bruder und Schwester
- Die sieben Raben
- Die Zwillingsbrüder (vgl. Die zwei Brüder)
- Die goldenen Zweige
- Der Faulpelz
- Der verzauberte See (vgl. Die Froschkönigin)
- Der Basilikumtopf
- Die schlafende Königstochter
- Der goldgrüne Adler (vgl. Die Schöne und das Tier)
- Herr Marzipan
- Die Schlange (vgl. Die Schöne und das Biest)
- Der Krebs
- Die Mohnblumen
- Die Kirche und der Vogel Nachtigall
- Der Mönch
- Die beiden Nachbarn
- Die unglückliche Prinzessin
- Das Rätsel
- Die Rätselsprache (vgl. Die Bildersprache)
- Die drei guten Ratschläge (vgl. Die drei Rathschläge)
- Die Eier
- Der Teufel, der vierzig Paar Schuhe verbrauchte
- Der alte Mann und die drei Brüder
- Die Glocke
- Der Habgierige, der nicht satt werden konnte
- Der Arme und die Groschen
- Der Bartlose und der Drake
- Elias
- Der Närrische und der Verständige
- Der Hirt und die drei Krankheiten
- Die drei glücklichen Brüder
- Die Klatschbase
- Neunundneunzig Hühner und ein Hahn
- Feucht oder trocken?
- Die Frau des Papstes und das Holz
- Das Nachtlicht

Weitere Sammler
Äsop
- Die Fabel von dem Wolf und dem Kitz

Pietro Chiarini: Costumi, Usi, Fiabe delle isole dell’Egeo. Rom.
- Wie die Verpflegung, so die Bewegung

Felix Karlinger
- Die Kaiserin hat eine rote Nase
- Die Kinder des Fischers
- Von der Geburt Mariens
- Der kluge Schwiegersohn
- Der Fischer, der die Lamia vertrieb (auch Vom Fischer, der die Lamia vertrieb)
- Die blauen Schuhe
- Der Tiergemahl

Marianne Klaar
- Was die Schicksalsgöttin sprach
- Der Müller und die Füchsin (vgl. Der gestiefelte Kater)
- Die Kunst, die keiner kann
- Die gute Mutter
- Der Wohlduftende
- Die Unglücksbringerin

Paul Kretschmer
Neugriechische Märchen. Jena 1917.
- Wahrheit und Lüge
- Der unglückliche König
- Der Königssohn und die Paschatochter
- Die zehn Bartlosen
- Paravandis
- Der Derwisch
- Die zwölf Monate

Neugriechische Märchen. Jena 1941.
- Die Prinzessin und die Schlange
- Der fromme Nachbar
- Der gerechte Richter
- Der Arme und seine Mira
- Was in den Sternen geschrieben steht, ist unauslöschlich
- Der Reiche
- Der Prozeß um die Eier
- Der Erbsenmillionär
- Die Wetten des Flötenspielers
- Der Goldäpfelbaum und die Höllenfahrt (vgl. Der Apfelbaum des Königs)

Rudolf Kriss
- Das Mädchen und das blutende Bild

P. G. Kritikos
- Ferendinos im gläsernen Turm

Jorge Levkopoli: Cuentos de las islas de Grecia. C. d. Bolivar 1945.
- Der Heuschreck und die Katze
- Die Schlange in der Amphore (vgl. Vom Bauer, der Schlange und der Füchsin)
- Vom Mann, der in einen Bären verwandelt wurde
- Der Türke, der Italiener und der Armenier

Marieta Minotu
- Pachulenia

Georgios und Anastasios Papaioannou
- Der König mit den schwarzen und blauen Augen

N. Perdika
- Der Sohn der Kräuterfrau

Weitere Märchen und Bücher
- Die drei Schwestern (vgl. Schneewittchen – sie flüchtet hier zu einer Nereide) veröffentlicht von d’Estournelles de Constant in La vie de province en Grèce, Paris 1878[22]
- Vom Mädchen, das mit dem Jesusknaben spielte (Georgia Bajoku aus Sparta)[4]

Griechische Märchen. Verlag Werner Dausien, Hanau 1982, nacherzählt von Anne Carlsen.
- Die goldene Schale
- Die Prinzessin und die Taube
- Georgios und der Drake
- Der Jäger und die Prinzessin
- Der Handel

## Kunstmärchen der griechischen Antike
Apuleius
- Amor und Psyche (aus: Metamorphosen)

## Jugoslawien
M. Stojanović: Pučke pripoviedke i pjesme. Zagreb 1867.
- Die Hexe mit Hufeisen beschlagen
- Die Hexe, die Menschen in Steine verwandelt
- Du lügst
- Der Bettler und das Paradies

Vujkov: Bunjevacer Volksmärchen. Subotica 1951.
- Grüner Zweig

Weitere Bücher
Jugoslawische Märchen. Altberliner Verlag Lucie Groszer, Berlin o. J.; ausgewählt und nacherzählt von Liselotte Remané.
- Die weiße Schlange
- Der kranke Löwe
- Die drein Dachslisten
- Die Biene auf der Mütze
- Der Lastträger und der Hodscha
- Die Verteidigung des Kuckucks
- Zwei Groschen
- Die Erbschaft
- Durst und Wein
- Das Eichhörnchen als Ehefrau
- Der Käse im Brunnen
- Ein Gramm Zunge
- Verstand bringt Nutzen
- Das Mädchen und der Esel
- Weshalb die Serben das ärmste Volk sind
- Woher die engelländische Königin ihren Reichtum hat
- Der kluge Bauernsohn
- Die Taufe des Wolfes
- Graf Radaja und der Räuber
- Die drei gewitzten Brüder
- Kein Deut Wahrheit
- Der schlaue Petre und Nasreddin-Hodscha
- Seit wann die alten Leute eines natürlichen Todes sterben
- Wer nicht arbeitet, darf auch nicht essen
- Fürst Kaboga und der venezianische Doge
- Die Buntgescheckten
- Der Ring
- Das Leben des Menschen
- Mit dem Hintern nach vorn
- Die drei Schwestern (vgl. Schneewittchen)
- Der Rat
- Stahlschädel
- Warum ein alter Esel zur Hochzeit geladen wird
- Der Hirtenjunge
- Wie der Zigeuner die Riesen übertölpelte
- Der Sohn des Wesirs
- Verstand und Glück
- Der Wanderer und der Bauer
- Die kleine Fee
- Eros Pantoffeln
- Ero und der Sultan
- Der Bote aus dem Jenseits
- Ero und die Kuh
- Ero und die Todesstrafe
- Der Sohn des Räubers
- Die schwatzhafte Frau
- Die Gaben der Söhne
- Pflaumen gegen Staub
- Der Drache mit den Edelsteinen
- Die vier Musikanten
- Wie ein Mensch zum Maulwurf wurde
- Das bitterböse Weib
- Das rote Kleid
- Der Wassermann
- Die Hexe mit dem Hufeisen
- Das arbeitsscheue Glück
- Die Hundeköpfe
- Drei Erbsen
- Der Heilapfel
- Der Fuchs (slowakisch)
- Das Froschtöchterchen
- Wie der Soldat den Teufel barbierte
- Wahrheit und Falschheit
- Die Schneejungfrau
- König Trojan hat Ziegenohren
- Warum die Mönche ständig betteln
- Der Teufelslehrling
- Der Zauberwald
- Für wen der Vogel sang
- Wie die Bračer Verstand einkaufen wollten

## Kroatien
David Bogdanović: Ausgewählte Volksmärchen. Zagreb 1914.
- Die treue Gattin[4]
- Der Bettler[4]
- Die wundersame Kirche[7]
- Die Goldkinder[5]

Maja Bušković-Stulli
- Ćoso auf dem Hasen[23]
- Der Junge und der Teufelszar[5]

Veselin Čajkanović
Serbische Volksmärchen I. Beograd-Zemun 1927.
- Das Gottesgericht[4]
- Der Teufel und der Bischof[4]
- Der getreue Diener[5]
- Der goldene Apfelbaum[5]
- Der goldene Nachen[5]
- Der alte Ellenbart[5]
- Der Zarensohn und der Drache mit den sechs Köpfen[5]
- Der wundertätige Ring[5]

Abhandlung und Stoff. Beograd 1934.
- Der getreue Wahlbruder
- Zum goldenen Scheidehög
- Der goldene Vogel
- Des Vaters Weinstock

Miroslav Dolenec
- Der Fleischer und der Schuster
- Eine Rinde Brot

Vojislav Jovanović
- Der strenge Richter

Fran Mikuličić
- Aschenbrödel – Aschentrödel[23]
- Das Mädchen, das Diamanten statt Tränen weint[7]

Milena Papratović
- Der Schlangenbräutigam (vgl. Wieder vom Schlangenbräutigam)

Josip Pasarić
- Der Fuchs und der Kater (vgl. Die Katze als Frau Fuchs)

Tade Smičiklas: Volksmärchen aus dem Umkreis von Osijek in Slawonien. Zagreb 1910–1913.
- Die zwölf Brüder (vgl. Der zwölfte Sohn)

Rudolf Strohal: Hrvatskih narodnih pripoviedaka. 3 Bände, Rijeka 1886, Karlovac 1901, 1904.
- Der Grafensohn träumte, daß ihm sein Vater Wasser zum Waschen gab[23]
- Wie ein Armer gerechte Gevattern suchte[23]
- Wie der Schmied Koren alle Teufel erschreckte[23]
- Wie ein Armer sein Glück fand[23]
- Von dem Grafen und seiner bösen Mutter[23]
- Wie die Grafentochter die Soldaten auffraß[23]
- Der Teufel in der Kirche[4]
- Eine Schwester erlöst ihre Brüder[7]

M. Valjavec: Narodne pripovjesti u Varaždinu i okolici. 2. Auflage, Zagreb 1890.
- Der Bursche und das Vilenpferd
- Der Königssohn und der Bär

Weitere Bücher
Die Märchen der Weltliteratur – Kroatische Märchen. Eugen Diederichs Verlag, Düsseldorf / Köln 1975, Maja Bušković-Stulli (Hrsg.).
- Das Ferkel Bilka
- Šingala – Mingala
- Der Teufel und sein Schüler
- Smrtko
- Die Hundsköpfe
- Das Kind und die Hexe
- Weiß, so weiß wie Schnee und rot wie Blut
- Er bezahlte die Schulden des Toten
- Der Vielfraß
- Von der Königstochter, die nicht lachen wollte
- Seit wann der Kater Mäuse frißt
- Die Vilen weiden ihre Pferde in der Hirse
- Aschenbrödel
- Mit Gottes Hilfe, alles in den Sack
- Der Berg und das Kind
- Stiefmutter und Stieftochter
- Das Mädchen ohne Hände
- Gott hat mich erschaffen, ein Mann hat mich geboren
- Die zwölf Brüder und die Schwester (vgl. Die zwölf Brüder und Schneewittchen)
- Die drei Glücksäpfel
- Die treulose Mutter
- Der Graf und das Mädchen
- Pfefferaga
- Gespräch mit hohlen Dingen
- Der Diener des Pfarrers hält Wache am Grab
- Der Musikant und der Geist
- Gott und die drei Brüder (vgl. Der alte Mann und die drei Brüder)
- Der Soldat, Gott und der heilige Petrus
- Der Gastwirt, der in einen Esel verwandelt wurde
- Die kleinen Brüder in Dubrovnik
- Miho Pracat
- Der Schäfer und die Fragen Napoleons
- Zar Trojan hat Ziegenohren, eine Schweineschnauze und einen Hundeschwanz
- Sterner mit einem Auge mitten auf der Stirn
- Der Räuber als Freier
- Der Arme vor Gericht
- Der Soldat und der Zar
- Der Diener zahlt seinem Herrn den Lohn
- Fünf Münzen
- Der Dieb
- Ich habe den Hammel nicht gestohlen
- Lüge ohne Wahrheit
- Die Mutter übergab ihre Tochter dem Teufel
- Der Teufel und die Tante
- Das Weib und der Teufel in der Höhle
- Wie der Soldat den Teufel rasierte
- Der Mann, der Hase, der Fuchs und der Bär (siehe: Der Fuchs im Märchen)
- Der Hahn und die Henne
- Der Kater und seine Gesellen
- Die Erzählung vom Wolf und vom Fuchs (siehe: Der Fuchs im Märchen)
- Das Widderchen

Die Märchen der Weltliteratur – Volksmärchen aus Jugoslawien. Eugen Diederichs Verlag, Düsseldorf / Köln 1960, Joseph Schütz (Hrsg. und Übert.). 
- Das Mädchen von Nirgendher

Slawische Märchen. Artia Verlag, Prag 1971; erzählt von V. Stanovský, O. Sirovátka und R. Lužík.
- Die Wolfsbrüder

Balkan Märchen. Verlag Werner Dausien, Hanau 1993; erzählt von Miloš Malý und Vladimír Hulpach.
- Janko und Iwanko
- Vom Blendwerk des Teufels
- Wie der heilige Sava durch den Balkan wanderte
- Die Zauberpfeife
- Das Elend
- Von der Zarin, dem toten Soldaten und dem tapferen Korporal

## Mazedonien
Kuzman Anastasov Šapkarev: Sbornik ot bǎlgarski narodni umotvorenija, čast vtora. Band VIII und IX, Sofia 1892–1894.
- Der Fuchs und der Wolf[24] (siehe: Der Fuchs im Märchen)
- Der Löwe und die Maus[24]
- Das Fleisch ist selbst ins Haus gekommen[24]
- Die Schlange und das Grab[24] (vgl. Der Mann und die Schlange)
- Tentelina und die Wölfe[24]
- Die beiden Brüder oder Die Gerechtigkeit siegt[24]
- Die Stiefmutter und die Stieftochter[24]
- Das Aschenputtel Mara wird Zarin[24]
- Die Schicksalsfrauen[24]
- Der Müller Kos und der schlaue Bursche[24]
- Der listige Peter[24]
  - Wie der listige Peter hereingelegt wurde[24]
  - Die erste Rache des listigen Peter[24]
  - Die zweite Rache des listigen Peter[24]
- Die geschwätzige Frau und die kluge Alte[24]
- Er sucht den Esel und reitet auf ihm[24]
- Trajko ohne Kopf[24]
- Gottvater und die Menschen auf Erden[4]
- Der Bauer, Christus, der heilige Petrus und der Erzengel Michael[4]

Marko Kostov Cepenkov
- Der Löwe stellt ein Heer zusammen[24]
- Der Kater, der Mönch und Hadschi wurde[24]
- Der Fischer, die Schlange, der Jagdhund, das Pferd und der Fuchs[24] (vgl. Vom Bauer, der Schlange und der Füchsin)
- Der Fuchs[24]
- Der Fuchs, der Hahn und der Wiedehopf[24]
- Der Fuchs, der Igel und der Maulwurf[24] (auch Die Füchsin, der Igel und der Maulwurf[10], siehe: Der Fuchs im Märchen)
- Der Ziegenbock Haut-Halb-Ab, der Fuchs und die Hummel[24]
- Der Bär, der Wolf, der Fuchs und der Storch[24]
- Der Wolf und der Esel[24]
- Der Bär und die Ameisen[24]
- Der Mann, der auf einen Stein saß, und die Schlange[24]
- Wie der Teufel sich in einen Maulesel verwandelte[24]
- Das Mädchen und die zwölf Monate[24] (vgl. Die zwölf Monate)
- Der Teufel und sein Gehilfe[24]
- Die Frau mit den zwei Räubern und Lügnern[24]
- Zar Salomon und die drei Teufel[24]
- Die Frau, die einen Kuchen ohne Mehl und Fett backen wollte[24]
- Von einem Burschen, der viel Brot aß[24]
- Die ehrlichen Räuber[24]

Makedonski narodni prikazni. I–III, Skopje 1958–1959.
- Der Fuchs mit den hundert Listen und der Dachs mit den zwei Listen
- Die Maus im Nußkorb
- Die alte Feindschaft zwischen dem Hund und dem Hasen
- Der starke Araber und der Zarensohn
- Petko, der Löffelmacher, sein Sohn mit dem Samovilenpferd und die Pest
- Die goldene Zlata
- Der Schatz des Königs Bogdan
- Die drei Brüder, von denen der jüngste ein Nichtsnutz war, und die Drachen (vgl. Der Apfelbaum des Königs)
- Der Zar, der Dunja Gjuzeli raubte, und wie sie ihn zu einem fünfundzwanzigjährigen Burschen machte
- Der faule Glatzkopf und die Schlange
- Der Mann mit dem Glück in der faulen Kirsche
- Der Vater mit den drei Räubersöhnen
- Der Lügenheld
- Die böse Frau, die den Teufel im Brunnen festhielt
- Der listige Peter und die Mariower geben einer Pappel zu trinken
- Der listige Peter und die Mariower
- Die drei Lügner
- Der betrunkene Pope, der in den Morast gefallen war
- Der Mann, der angebrannte Speisen aß
- Der Arme, der tausend Eier nach Istanbul brachte, und wie ihm alle von den Zöllnern weggenommen wurden

Mazedonische Volksschöpfungen. Skopje 1972.
- Der Habenichts und die Füchsin (auch Der arme Jäger und das schlaue Füchslein[25], vgl. Der Beg und der Fuchs)
- Die Tarnkappe
- Der Schäfer und die drei Elfen
- Die drei Elfen, der alte Blinde und der Glatzkopf
- Die drei Eier

Weitere Sammler
Iv. Conev
- Der Pope als Ziegenbock

T. G. Ecov
- Der Hausesel

Spiro Ivanov
- Die Tiersprache (vgl. Der Jäger und die Schlange)

Iv. Kepov
- Der Zar und der Floh des Zaren

André Mazon
- Die Frau ohne Hemd
- Die Spur des weißen Pferdes

N. Nastev
- Der Vampir und das Mädchen

Vojislav S. Radovanović
- Der listige Peter ist schlauer als Nassr Edin Hodscha

E. Sprostranov
- Die Belehrung eines Popen
- Der Bauer und der Hodscha
- Enthüllung

Ivan Tolev
- Das Spätzchen

Stefan Ilija Verković
- Das Mädchen, das zu einem Mann wurde

Weitere Bücher
Die Märchen der Weltliteratur – Mazedonische Volksmärchen. Eugen Diederichs Verlag, Düsseldorf / Köln 1972, Wolfgang Eschker (Hrsg. und Übers.).
- Der Wolf, der Fuchs und das Kamel

Balkan Märchen. Verlag Werner Dausien, Hanau 1993; erzählt von Miloš Malý und Vladimír Hulpach.
- Über das menschliche Leben
- Der Zigeuner und die Zwiebel
- Das Königreich der Störche
- Wie der Bär die Weinberge bewachte
- Warum in Makedonien die Gasthäuser nicht geschlossen wurden
- Vom Witwer, der auf Brautschau ging
- Wie der heilige Sava durch den Balkan wanderte
- Warum der Tod so und nicht anders ist
- Jowanka oder Jowan?
- Wahrheit und Lüge

## Moldawien
Märchen der Völker der Sowjetunion – Märchen aus der Ukraine, Belorussland und Moldawien. Raduga-Verlag, Moskau 1987.
- Wie Fet-Frumos die Sonne befreite
- Der Zauberschatz

## Roma
Heinrich von Wlislocki
- Das Kind im Todtenreich[26]
- Das Mulo-Volk[26]
- Der arme Zigeuner und das Nawaschi-Mädchen[26] (auch Der arme Zigeuner)[27]
- Der Lügenmann[26]
- Die Blume des Glücks[26]
- Die Braut des Phuvusch[26]
- Die Entstehung des Stechapfels und die Abkunft der Zigeuner[26]
- Die Erschaffung der Geige[26]
- Die vier Brüder[27]
- Die Reise ins Totenreich[27]
- Der Tod als Geliebter[27]

Tichomir Djordjević: Zigeunermärchen. Beograd 1933.
- Das dankbare Fischlein
- Der Jüngling und die Nymphe
- Der Zarensohn und die Oala

Marie Voříšková: Zigeunermärchen – Singende Geigen. Verlag Werner Dausien, Hanau 1966.
- Wie Kalo Dant auf die siebente Welt gelangte
- Wie Scharkan auf der Welt Unfug trieb
- Die kleine schwarze Henne
- Von der Prinzessin, die ein Werwolf war
- Vom klugen Zigeuner
- Der starke Jepasch
- Wie der Dummkopf Dilino den Teufel meisterte
- Vier Brüder
- Die singende Geige
- Kondásch und Juhas
- Von der toten Jaghvalí
- Der Teufelsplatz
- Die Söhne des Königs
- Die Prinzessin vom Eisberg
- Die schöne Zauberin
- Die treue Lali
- Vom schrecklichen Angulimala
- Ori und sein Schwert

Philomena Franz: Zigeunermärchen.
- Pappi, das kluge Gänslein
- Warum die Tanne ein immergrünes Kleid trägt
- Der weise Zigeunerkönig
- Das Lichtlein
- Wie der Hase den Zigeunerkindern das erste Mal bunte Eier malte
- Seit wann der Himmel voller Geigen hängt
- Der Teufelsgeiger
- Die Hochzeitsreise
- Snogo
- Wie der Teufel seinen Schwanz verlor
- Wie der Igel den Zigeuner überlistet hat
- Das Gelübde des Joschka
- Die kleinen Stare
- Die kleine Raupe
- Der reiche Kaufmann und die schöne Danuscha
- Das Geburtstagsgeschenk

Heinz Mode und Milena Hübschmannová: Zigeunermärchen aus aller Welt. Vier Sammlungen, Insel-Verlag, Leipzig 1983–1985.
Erste Sammlung
- Das Zauberleder
- Die Tochter des Besenbinders
- Die Schlange wird Schwiegersohn des Königs
- Der verschwenderische Jüngling
- Hund und Katze
- Der goldene Vogel und der gute Hase (vgl. Der goldene Vogel)
- Der Knabe und der Ghul
- Der arme Zigeuner und das Navaši-Mädchen
- Die gehorsame Frau
- Das Mädchen und die einundvierzig Räuber
- Märchen von der Mütze des Zwergs
- Der glückliche Narr
- Der Teufel hofiert einer Zigeunerin
- Die drei goldenen Haare des Sonnenkönigs (vgl. Der Teufel mit den drei goldenen Haaren)
- Das Ziegenmärchen
- Was der Čhavo geträumt hat
- Marko und Moso
- Der Zaubervogel (vgl. Der goldene Vogel)
- Des Grafen Tochter
- Der Moskito
- Das Wildschwein
- Wie der Čhavo den König an den Bettelstab brachte
- Des armen Mannes Ochsentreiber
- Der getäuschte Drachen
- Krebs, Blutegel und Frosch
- Das kleine Stierkalb
- Ashypelt
- Der Schatzgräber
- Die schlechte Mutter
- Dem Teufel verschrieben
- Der Rom-Junge, der Kot essen mußte
- Der verlorene Bruder will die eigene Schwester heiraten
- Klein-Weißichnicht
- Gott als Helfer
- Der Narr und der Kluge
- Das Hähnchen bringt dem Alten Glück
- Der Reiche heiratet ein armes Mädchen
- Die Sau als Braut
- Der geflügelte Wolf
- Die Seele im Messer
- Der geschorene Priester
- Der Schützling Gottes
- Die verräterische Mutter
- Die Blume des Glücks
- Die neidische Nebenfrau
- Die sonnengleiche Schönheit
- Der Kahlkopf
- Die Hütte von Sonne und Mond
- Das kleine Pferd und das Diamantenhalsband
- Der Fischer und die Urmi
- Glück und Unglück eines Čhavo
- Sándor Keck
- Der Student und die Schlange
- Der Teufel und die drei Töchter des Grafen
- Der Seher
- Der Wolf und der Fuchs
- Wie der Zigeuner den Teufel überlistete
- Der Uhrmacher
- Der Bursche ist die Leber
- Die Königin hat ein Kind ohne Vater
- Der arme Bauer und der König
- Die Weissagung des Vogels
- Der Räuber und die Haushälterin
- Der Arme gewinnt zwei Frauen
- Wie der Rom den Drachen besiegte
- Der bezahlende Hut
- Der Abenteuer des Königs Klein-Miklós
- Wajda und Rusja
- Die Belohnung
- Der Tod der Rom-Literatur

Zweite Sammlung
- Die bösen Schwestern
- Die geheimnisvolle alte Schachtel
- Der Mujo
- Der verheimlichte Traum
- Die arme Frau und ihre Kinder
- Wer ist die Schönste?
- Der Meisterdieb
- Der freigekaufte Tote
- Der Narr als Hasenhüter
- Die Nivaši-Töchter
- Die Tochter der Hexe
- Das Märchen von Andruš
- Der arme Hirt
- Der Riese und das Mädchen
- Mäusepelzchen
- Das Märchen vom Lockenland
- Das Windmädchen Rusalka
- Der junge Graf und die Tochter der Hexe
- Der Prinz, sein Gefährte und die schöne Nastasa
- Der Fuchs als Wettermacher
- Der unfehlbare Wahrsager
- Die Zauberrute
- Märchen vom geraubten Rom-Mädchen
- Der arme Waisenknabe
- Die Katze
- Der kluge Ire
- Der gute jüngste Bruder
- Wie der Rom das zerrissene Hemd eintauschte
- Der Jäger, der sich verirrte
- Die schöne Frau
- Der Dilino
- Das Goldtäubchen
- Drei Brüder
- Wie der Frosch gesegnet wurde
- Die Wette des Gadžo
- Der eifersüchtige Schmied
- Der Arme setzt sich zur Wehr
- Vom Divo, der immer furzte
- Sankt Jobb
- Mustapha mit den Barthaaren
- Der dumme Bruder
- Von der Werbung der drei Pfaffen um eine schöne Frau
- Der falsche Freund
- Das Märchen von Miško
- Das Märche von Jančo
- Der befreite Prinz
- Die Braut des Phuvušs
- Von den Mädchen, die dem Teufel verkauft wurden, und ihrem Bruder
- Das Märchen von der Beere
- Die vertriebenen Kinder
- Unglück und Glück des Rom-Königs
- Der Sohn des Fleischers
- Der Tote als Liebhaber
- Der schlaue Alte
- Tropsyn und die Donaunixe
- Die Prinzessin und der Försterssohn
- Die Gattin aus dem Feenland
- Das goldene Mädchen
- Mačemanuša, die Fischmenschen
- Janči und Kišjanči

Dritte Sammlung
- Der Betrüger
- Ein Bärenmärchen
- König Grošo
- Die falsche Fee
- Der Sohn des Armen und das Fohlen
- Wie der Graf arm wurde
- Von den drei Waisen, die sich im Wald verirrten
- Die Erschaffung der Welt
- Der Landstreicher, der seine Beine belohnen wollte
- Der Diener des Priesters heilt die Witwe
- Das silberne Blättchen aus der anderen Welt
- Der arme Mann, der mit Pilzen handelte
- Petrus wird von einem Betrunkenen verprügelt
- Der Türke und seine Tochter
- Von einem Jäger
- Der Bauer und der Budapester Gassenjunge
- Die Belohnung
- Kopf, Arm und Fuß
- Der Wolf und der Schuster
- Der Knabe und sein Fohlen
- Die Kaufmannstochter
- Das fliegende Pferd
- Der Narr und der Wunderstrauch
- Die Sonnenmutter
- Mindžbego
- Wie der Čhavo die Prinzessin zum Lachen brachte
- Der König und die Schuhe seiner Töchter
- Prinzessin und Bauernbursche
- Der Zigeuner als König
- Der reiche und der arme Bruder
- Die drei Drachen
- Drei Ratschläge
- Die Schwester sucht ihre Brüder
- Wie der Mond vom Himmel fiel
- Der Rom und der Drachen
- Was aus den Knochen wurde
- Koperdan oder die verräterische Mutter
- Das Schäbenhaus
- Der Mulo
- Die untreue Frau
- Der Rom verkauft Kot
- Von den drei Söhnen des Müllers
- Die gestohlene Sonne
- Der geizige und eigensüchtige Bruder
- Vom Rom, der Tote wieder lebendig machte
- Wie der Rom erfuhr, wohin die Königstöchter verschwanden
- Chasardo
- Das Rätsel
- Die Flasche mit dem schwarzen Wasser
- Ein Rom will wissen, was Angst ist
- Der Bär und der Fuchs
- Bulgaren, Türken und Zigeuner
- Die armen Rom-Leute
- Der Gevatter und der Räuber
- Der Räuberhauptmann Patkó Pischta
- Das Säckchen
- Hasendreck
- Vom Stachelschwein, das ein verwunschener Prinz war (vgl. Wieder vom Schlangenbräutigam)
- Vašlačkus
- Jack und seine goldene Schnupftabakdose
- Die verbotenen Kammern
- Die Müllerstochter und die Räuber
- Der Köhlerssohn und die neun Raben
- Der Wunderring
- Zauberhölzchen
- Von einem, der da sagt, er habe keinen Herrn über sich

Vierte Sammlung
- Die goldenen Kinder
- Der Dumme, der König wird
- Die verzauberte Stadt
- Wie der Arme reich wurde
- Wie die Prinzessin ihren Rom-Gatten rettete
- Berzebukk
- Die Menschenfresserin
- Wie gut der Rom stehlen konnte
- Der verwunschene Prinz (vgl. Die drei Zitronen)
- Die zwölf Kinder
- Die Prinzessin verliebt sich in einen Čhavo, der Valki macht
- Der griechische Kaufmann
- Ein listenreicher Mann
- Als Pekari auf dem Hahn ritt
- Der junge Stier
- Der Sohn kämpft gegen den Vater
- Vince Bunkó
- Zwei Betrügerinnen
- Die scheintote junge Frau
- Die Juden und die Zigeuner
- Der Hund als Schwiegersohn
- Zwei Fürsten
- Kalo und der magische Ring
- Drei Schwestern
- Lamet
- Der Nageldiebstahl
- Wer sich aufregt
- König Mátyás und seine kluge Frau (vgl. Die kluge Bauerntochter)
- Der Zigeuner, der zum Markt fuhr
- Die Flügelschlange als Schwiegersohn
- Vom kleinen Mädchen, das sein Ohrgehänge verlor
- Branntwein-János
- Ein alter König und seine drei Söhne in England
- Der kluge junge Jude und die goldene Henne
- Die Suche nach der schönen Braut
- Der Rom-Junge mit den drei Schweinchen
- Des armen Mannes Patenonkel
- Čhiavina, die Schöne
- Der Bescheidene
- Der eifersüchtige Ehemann
- Das Glück des armen Jungen
- Der Sohn des Räubers
- Der Jüngling, der den Tod stahl
- Die untreue Frau
- Tod und Vernunft
- Die faulen Töchter
- Die Brücke
- Die Katze
- Geld auch Kot
- Die Söhne aus den Eiern
- Soldat János Bihók und die Prinzessin
- Das kluge Mädchen (vgl. Die kluge Bauerntochter)
- Karren und Esel
- Der Königssohn und die Kröte
- Wie aus dem Mädchen ein Junge wurde
- Der Bäcker und die zwölf Priester
- Die böse Schwägerin
- Der arme Mann und der Teufel
- Gebet, Liebe und Peitsche
- Das tapfere Mädchen
- Die Peitsche
- Der Jägersmann
- Šabano und Ramazano
- Die Biene und der Schmetterling
- Die Katze und der Fuchs (vgl. Die Katze als Frau Fuchs)
- Der König und der arme Čhavo
- Gott und der Holzfäller
- Der Hilfsgärtner
- Von der Fliege, die in die Schule ging
- Die Prinzessin ohne Hände
- Die dankbaren Löwen
- Der heilige Streit
- Die drei Anker
- Blutrotes Gras
- Kilinko
- Tschjardaro
- Das Füllen
- Die Söhne des Müllers
- Tabak
- Die Pferde der Hexe
- Sünden
- Schüttelhexe
- Der arme Korbflechter und die drei Quellen

Jerzy Ficowski: Ein Zweig vom Sonnenbaum – Märchen polnischer Zigeuner, Neukirchener Verlag, Neukirchen-Vluyn 1985.
- Ein Märchen vor den Märchen
- Der verzauberte Kasten
- Die Erschaffung der Welt
- Die Sonnenmutter
- Warum der Mond zu- und abnimmt
- Woher die Menschen mit den hellen Haaren kamen
- Woher die Flöhe kamen
- Von einem, der Nichts nannte
- Vom Zigeuner, einer Goldamsel und einem grausigen Drachen
- Von Andrusch, der keine Bohnen aß
- Ein Zweig vom Sonnenbaum
- Vom Storch mit dem goldenen Federchen
- Das allessehende Spiegelchen
- Die Sprache der Tiere
- Vom armen Korbmacher und den drei Quellen
- Vom armen Bakrengo
- Von der Rose und dem armen Spielmann

Lajos Ámi: Die Märchen der Weltliteratur – Zigeunermärchen aus Ungarn – Die Volkserzählungen des Lajos Ámi. Eugen Diederichs Verlag, München 1996, Sándor Erdész und Ruth Futaky (Hrsg. und Übers.).
- Held Listiger Rotkopf
- Der Drache in der Wolfsgrube
- Die Königstochter im Drachenland
- Bleifreund und die Alte
- Die vier Söhne der Gänsemagd
- Die Alte, die der König loswerden wollte
- Der Bleiprinz und der Drache
- Die himmelhohe Pappel
- Der Zigeunerbursche heiratet die Frosch-Prinzessin
- Die das Manna hütende Alte
- Die Grabrose
- Die Prinzessin in der Tierhaut
- Die drei Töchter des wohlhabenden Bauern
- König Schlangenheld
- Der Zigeuner schultert den Knüppel
- Das schönste Mädchen der Welt und der Schweinehirt
- Der stärkste Mann der Welt
- Warum die Weizenähre so kurz ist
- Gott und Petrus in Bettelgewändern
- König Pharao war ein Zigeunerkönig
- Der reichste Zigeuner der Welt
- Die gebratene Gans
- Die Königstochter will den Gottessohn heiraten
- Die drei Zigeunermädchen
- Der Zigeuner bei den Teufeln
- Der größte Dieb der Welt
- Die schwarze Kuh wird weiß
- Pfarrer und Zigeuner auf Hasenjagd
- Der Dummkopf verkauft den Stier
- Die Wassermelone

Weitere Sammler
Barbu Constantinescu
- Der Vampir
- Das Patenkind des lieben Gottes
- Die böse Mutter
- Die drei Kaisertöchter und der Teufel
- Die zwei Diebe
- Der gestohlene Ochse
- Der Uhrmacher
- Der rote Kaiser und der Vampir
- Der Kaisersohn, der Menschen fraß
- Der Kaisersohn und der Unhold
- Der Apfel, der guter Hoffnung macht

M. Gaster
- Die beiden neidischen Schwestern
- Der Eisenmann

Bernard G. Gilliat-Smith
- Der Tschordilendschis
- Die Geschichte von Batim (vgl. Amor und Psyche)
- Die Stiefmutter
- Die gefährliche Katze
- Der liebe Gott und die verstoßene Stieftochter

Franz von Miklosich
- Es kommt doch an den Tag
- Der Säugling der Stute
- Der betrogene Drache
- Die Henne, die Diamanten legte
- Der Kaisersohn mit der Sehergabe
- Der Eifersüchtige
- Der geflügelte Prinz
- Die bestrafte Mutter
- Der schöne Petrus
- Der dem Teufel Verschriebene
- Tropsen

Alexandre G. Paspati
- Der dankbare Tote
- Der getreue Kahlkopf
- Das schwierige Rätsel

John Sampson
- Der arme Maler
- Der schöne Hügel
- Der grüne Mann
- Der alte Schmied
- Die drei Brüder und der Zwerg (vgl. Dat Erdmänneken)
- Die achtzehn Hasen
- Der Narr und die Schafe
- Die kleine Henne
- Der Frostbringer
- Das Märchen vom Teufel

R. A. S. Macalister
- Reineke Fuchs (siehe: Der Fuchs im Märchen)
- Der Kluge und der Narr
- Wie der Königssohn sein entflohenes Weib zurückgewinnt
- Der kluge und tapfere Königssohn

Weitere Bücher
Die Märchen der Weltliteratur – Zigeunermärchen. Eugen Diederichs Verlag, Düsseldorf / Köln 1962, Walther Aichele und Martin Block (Hrsg.).
- Die Quelle, die Diamanten sprudelt
- Der rote und der weiße Kaiser
- Der Bartlose
- Die drei Brüder und die wilden Pferde (vgl. Die Prinzessin auf dem gläsernen Berg)
- Der junge Held und die Drachenmutter
- Die frierende alte Zauberin
- Die zwei Brüder
- Der Teufel und der arme Zigeuner
- Der Wahnsinnige
- Die Katze
- Der Kaiser der Blumen
- Der liebe Gott und der arme Zigeuner
- Der Teufel freit ein Zigeunermädchen
- Der Drachentöter
- Der Teufel und die drei Töchter des Grafen
- Kamerad
- Der junge Graf und die Tochter der Hexe
- Der schlaue Alte
- Der Zigeuner als König
- Der Dumme, der König wird
- Der Bescheidene

## Rumänien
Arthur Schott und Albert Schott:
Walachische Maehrchen, J. G. Cotta’scher Verlag, Stuttgart und Tübingen 1845.
Märchen
- Der Kaiserin Wundersohn
- Die eingemauerte Mutter
- Die Kaiserstochter im Schweinestall
- Die Kaiserstochter als Gänsehirtin
- Der Zauberspiegel
- Die Altweibertage
- Der Teufel im Faßhahnen
- Die goldenen Kinder
- Vom weissen und vom rothen Kaiser (auch Vom weißen und vom roten Kaiser)[32]
- Petru Firitschell
- Wilisch Witiâsu (auch Wilisch Witiásu)[32]
- Eine Geschichte aus der Römer-zeit
- Die Prinzessin und der Schweinehirt
- Die Wunderkühe
- Der Versöhnungsbaum
- Die Kaiserstochter und das Füllen
- Juliana Kosseschana
- Der Teufel und sein Schüler
- Der verstossene Sohn (auch Der verstoßene Sohn)[32]
- Die drei Wundergaben
- Mandschifèru
- Bakâla
- Trandafiru (vgl. Wieder vom Schlangenbräutigam)
- Die Waldjungfrau Wunderschön
- Die Ungeborene, Niegesehene (auch Die Ungeborene Niegesehene)[33]
- Das goldene Meermädchen
- Florianu
- Gottes Wanderung mit dem heiligen Petrus
- Der Zorn des ELias
- Der Mädchenfels bei Lunkany
- Der Retezatu
- Riesenspielzeug
- Der Babakay
- Warum die Biene nicht mehr weiss ist
- Die Rauchschwalbe
- Ursprung der Golumbatscher Fliegen
- Die Milchstrasse
- Sonne, Mond und Wind
- Die Weihkerze des Zigeuners
- Wie die Zigeuner um ihre Kirche gekommen sind
- Christi Kreuzabnahme
- Die Fasten des heiligen Petrus
- Die Botschaft vom Himmel

Rumänische Volkserzählungen aus dem Banat, Kriterion Verlag, Bukarest 1975 (nur Neuzugänge).
- Der Kaiser als Schweinehalter
- Die Geschichte vom armen Stanschu
- Die beiden Kreuzbrüder
- Die Reiseabenteuer des Petru Săvoianzu
- Der Herrgott als Gevatter
- Das blutrote Seidenschaf
- Das einzige Mittel

Schwänke
- Bakála
- Baowao, baowao! Pittpallak, pittpallak!
- Der gute Bissen
- Geschichte des Fracks
- Das belehrte Weib
- Der Zigeuner und der Zmeu
- Wie es der ersten Katze bei den Zigeunern erging
- Wie ein Zigeuner seiner Mutter eine Fliege abwehrt
- Der Zigeuner als Kuhdieb
- Zigeunerslasta
- Der Zigeuner als Saufänger
- Der Zigeuner und sein Geschenk
- Der Zigeuner als Wolfsjäger
- Der Zigeuner (auch Der Zigeuner, welcher beinahe aus einem Kürbis ein Fohlen gebrütet hätte)[33]

Pauline Schullerus: Rumänische Volksmärchen Aus Dem Mittleren Harbachtal, Im Anhang Aus Dem Alttal. Gesammelt und Übersetzt Von Pauline Schullerus, Etc, 1907.
Rumänische Volksmärchen aus dem Harbachtal
- Von der schönen Rora
- Der Knecht mit der Flöte
- Die Tochter des Schweinehirten
- Mär von einem gescheiten Manne
- Hör nicht, Sieh nicht, Sei nicht schwer wie die Erde
- Die Frau des Herrgotts (auch Die Frau des Herrgott)[36]
- Der Gänsehirt
- Das Fett im Hundefell
- Der Pope im Ziegenfell
- Der heilige Petrus als Geiger
- Der Bursche mit dem Weinberg
- Der Zigeuner mit dem Speck
- Iliane, der die Blumen gehorchen, die kein Königreich hat
- Frau Katze
- Die dumme Frau
- Heimkehr aus der Fremde
- Gott und der Teufel
- Wie die Wölfe geworden
- Der Zigeuner und seine sieben Söhne
- Der Birnbaum mit drei Ästen
- Das Bild der heiligen Maria
- Das Büchlein Gottes
- Die Mär von den Räubern
- Die vierzig Märtyrer
- Der Knecht des Teufels
- Der Knecht mit der Geige
- Halmesch, Balmesch (auch Halmesch-balmesch)[36]
- Der Zigeuner mit dem Pferd
- Der Zigeuner und der Zwiebel (auch Der Zigeuner mit der Zwiebel)[36]
- Der Zigeuner mit den Krebsen
- Der Rumäne und der Tod
- Der Vogel des Paradieses (vgl. Der goldene Vogel)
- Das Lamm mit den goldenen Blumen
- Der Zigeuner und der Wind
- Philipp und Alexander
- Die Tochter und der Sohn des Königs
- Der Rumäne mit drei Ferkeln
- Die Kappe, Taube, Stöckchen
- Eine Wette
- Der Rosenknabe
- Der Sohn des Armen und die Tochter des Königs
- Die Schlangen spinnen Gold
- Ein kranker Mann
- Der Knabe und der Ochse
- Ein halber Mensch
- Der Wolf mit den Schuhen
- Der Wolf und die zwei Geisslein (auch Der Wolf und die zwei Geißlein)[36]
- Ein Mädchen, welches Menschen frisst (auch Ein Mädchen, welches Menschen frißt)[36]
- Tischlein, Hütlein, Stöcklein
- Der goldene Gürtel
- Die Gans mit einem Fuss (auch Die Gans mit einem Fuß)[36]
- Chelteu
- Drei Schafbesitzer und der Teufel
- Die Kirche des Teufels
- Balauer
- George
- Gevatter König
- Der Dumme mit seinem Hund
- Komm, wir wollen beichten
- Die Sonnenstrahlen
- Hundert Leben auf einen Schlag getötet
- Der reiche und der arme Bruder
- Das Gebet
- Die Kirche Gottes
- Zwei Mädchen
- Iuon, der Arme
- Ursitori
- Das Patengeschenk
- Der Pfarrer ohne Sorgen
- Iuon, welcher sieben Könige an Verstand übertraf (vgl. Sechse kommen durch die ganze Welt)
- Die Mär vom Staticot
- Weiberlist geht über Männerkraft
- Der Zigeunerpfarrer
- Die Pferdebohne
- Zwei kluge Schwestern
- Zwei Brüder mit goldenen Haaren
- Des Teufels Lohn
- Die Spinnerin
- Die Frau des Teufels
- Der überlistete Teufel
- Der Wahrsager
- Wie die Schwalben entstanden
- Die Tochter eines armen Fischers
- Das Lämmlein und der Herr
- Der Birnbaum, welcher zum Himmel hinausgewachsen
- Die tapfere Königstochter
- Drei Spieler
- Die goldene Henne
- Fritz, der Tapfere, ein Kind, geboren aus Blumen
- Iuon ohne Furcht
- Der Traum des Knaben
- Eine lügnerische Mär
- Die Kirche der Zigeuner
- Des Teufels Dank
- Der Fuchs im Kraut (vgl. Der gestiefelte Kater)
- Pitikot (Däumling)
- Der verrückte Knecht
- Die Mär von einer Katze
- Das Tornisterchen
- Die Mär von einen Menschen aus dem Dorf (auch Die Mär von einem Menschen aus dem Dorf)[36]
- Die Mär vom roten Hahn
- Das Patenkind Gottes
- Belohnte Treue
- Die drei Sterne
- Die herzlose Schwiegertochter
- Das Schicksal
- Das Salz im Brot
- Der Zigeuner und der Hase
- Nimm, Vetter, pin´e! (Fastenkuchen)
- Die taube Frau
- Der fremde Großvater
- Der Fremde
- Die drei Jäger
- Radu Bolfe
- Das goldene Kreuz
- Mîndra lumii (auch Mindra lumii)[36]
- Die Mär von der Henne der alten Frau und dem Hahn des alten Mannes
- Die böse Schwiegermutter
- Der Löffelzigeuner
- Der sind die Krähen nicht übers Dach geflogen
- Was Gott zusammenfügt, kann der Mensch nicht scheiden
- Der Engel
- Drei Taube
- Ein Jüngling ohne Glück
- Der Fuchs mit dem Ohrringel
- Die Mär der Blumen

Rumänische Volksmärchen aus dem Alttal
- Die Steinsäule
- Der Ursprung der Bäder
- Die eigensinnige Frau und der Teufel
- Pacala (auch Păcală[36], Hanswurst)
- Ein Traum
- Veltînteleptu (Der Weltweise)
- Gottes Lohn
- Der Schutzengel
- Gott und der Teufel
- Zwei Brüder mit Kohlen
- Frumoasa lumii (Schöne der Welt)

Alexander Tietz: Märchen und Sagen aus dem Banater Bergland. Kriterion Verlag, Bukarest 1974.
Märchen
- Das blaue Vögerl (vgl. Wieder vom Schlangenbräutigam)
- Das Irrlichtl
- Der Grüne Hiasl
- Die goldene Traube
- Die drei goldenen Rosen
- Die zwei Kinder mit goldenem Haar (vgl. Die Söhne mit den goldenen Haaren)
- Der lederne Gurt
- Die Riesen
- Der Vogel Fenus und das Pferd Pandifal (vgl. Der goldene Vogel)
- Der goldene Ritter
- Anton Mandelkern
- Das Steckenpferd
- Rosa und Marie
- Drei Säcke Panzerl
- Thorwatl
- Das Mädchen aus dem Ei
- Der Zigeuner und der Teufel
- Der Soldat
- Der Kohlensack
- Pudelhaube
- Hans mit dem Schweinsohr
- Der Schweinsbär
- Pipirusch
- Die zwei Brüder
- Der gläserne Berg (vgl. Die sieben Raben)
- Die beiden Alexander
- Der Zauberer und sein Knecht
- Der Erzzauberer Vergilius
- Das lustige Wirtshaus
- Das Schneekind
- Vom Mann, der die Sprache der Tiere verstand (vgl. Der Jäger und die Schlange)
- Vom Mann, der den Speck zum Teufel trug
- Die Teufel im Schilf
- Das grüne Blatt
- Die Waldmutter
- Die roten Äpfel
- Sterben ist schwer
- Zoran
- Das Mädchen aus dem Walde
- Schlange, Maus und Kröte (vgl. Der Schlangenkönig)
- Der Junge in der Schlangenhaut (vgl. Wieder vom Schlangenbräutigam)
- Pepeliuka

Schwänke
- Die drei Schrummel
- Das Lügenmärchen von der Bohne
- Der Kesselschmied
- Der Wirt und die drei Handwerksburschen
- Die Tür am Buckel
- Lebe ohne Sorgen
- Das Hasenei
- Die Pferde des Blaschutti
- Der Wurm
- Die Einbildung
- Kraschowäner Kukuriku
- Zum Teufel geschickt
- Im Walzwerk
- Die Stiefel
- Der erste Eisenbahnzug
- Die punktierte Note
- Das Sprachgenie
- Schmiedl, bringen S’ die Lampen!
- Der Rostbraten
- Mir sein ma Reschitzarer

Petre Ispirescu
- Der Erbsenkaiser[37]
- Die Wölfe des Zigeuners[37]

Märchen. Altberliner Verlag Lucie Groszer.
- Jugend ohne Alter und Leben ohne Tod
- Ileana Sîmziana
- Kaiser Aleodor
- Das verzauberte Schwein
- Der tapfere Prîslea und die goldenen Äpfel
- Der tapfere Georg
- Der verirrte Märchenheld
- Die kluge Tochter des Armen (vgl. Die kluge Bauerntochter)
- Greuceanu
- Die zwölf Prinzessinnen und das verwunschene Schloss (vgl. Die zertanzten Schuhe)
- Der findige Schafhirt
- Die drei kaiserlichen Brüder
- Der Zauberkater
- Tugulea
- Die Tochter des Kaisers und der Sohn der Witwe
- Die Stieftochter
- Der Sohn des Jägers
- Der kluge Knabe
- Iovită
- Salz

Victor Eftimiu: Märchen. Ion Creangă Verlag, Bukarest 1984.
- Der alte Schneesturm und das Frühjahr
- Die Flöte des Hirtenjungen
- Der verwunschene Hirsch
- Der überlistete Fuchs
- Der Tränenprinz
- Ewige Jugend
- Der steinerne Mensch
- Der Waldjüngling
- Niculina, die Märchenprinzessin
- Milutin und der Drache
- Die sieben tapferen Jünglinge
- Der Drachenschwanz
- Die Traumfee
- Wie Păcală doch noch zu seinem Lohn kam
- Der verzauberte Spiegel
- Die Kaiserstochter

Weitere Sammler
Walter Aichele und Martin Block
- Die Quelle, die Diamanten sprudelt
- Die Katze

Ovidiu Bîrlea
- Drǎgan Cenuşǎ[37]
- Mit Odolean – dem Sohn der Boldicuta[37]
- Der Held des Wassers[37]
- Was einem Burschen im Leben widerfahren ist[37]
- Frau Schlange[37]
- Von dem armen Mann und dem Bojaren[37]
- He-was-ich-weiß-nicht-was (auch He-was-ich-weiß-nicht-was-geh-weg-der-Teufel-weiß-was-komm-her-ich-weiß-nicht-was)[37]
- Mit Cazarchina[37]
- Der Knabe und der Türke[37]
- Der Mann, der 99 Popen tötete[4]
- Gott, der heilige Petrus und die drei Burschen[4]

Ion Creangă
- Die Geiß mit den drei Geißlein

Felix Karlinger und Bobdan Mykytiuk
- Die junge Gemeinde

Simion Florea Marian
- Die Mutter Gottes als Helferin

Ion Pop-Reteganul
- Adams Vertrag

Weitere Bücher
Die Märchen der Weltliteratur – Rumänische Volksmärchen. Eugen Diederichs Verlag, Düsseldorf / Köln 1969, Felix Karlinger und Ovidiu Bîrlea (Hrsg.).
- Geschichte eines weisen Helden, der sich mit einer gelehrten Kaisertochter unterhält
- Der arme Junge
- Der Bär, der Adler und der Fuchs
- Vom Fuchs, vom Wolf und vom Pferd

Die Märchen der Weltliteratur – Märchen der Rumäniendeutschen. Eugen Diederichs Verlag, München 1991 Claus Stephani (Hrsg.).
- Der Drache vom Gräben
- Drei Proben
- Der Zipser und der Lindwurm
- Der alte Bator
- Der Zipser und der Riese
- Der Riese
- Der Prinz mit den Flügeln
- Wie ein Zipser König wurde
- Der König und die arme Frau
- Der treue Ritter
- Drei Rätsel
- Der Soldat und die Tochter des Kaisers
- Der Zipser und die Königstochter
- Die Kartoffelprinzessin
- Die blinde Prinzessin
- Die verwunschni Könichstochter
- Die verkauften Königstöchter
- Der falsche Edelmann
- Hansl
- Das goldene Wägelchen
- Der kleine Geiger
- Die kluge Ehefrau
- Der Kaiser und die Knödel
- Die verzauberten Knödel
- Die gefräßige Königin
- Der Bauer und die drei Grafen
- Drei Rätsel
- Tie schiechi Wohrheit
- Das Mädchen aus dem Wald
- Das wunderschöne Mädchen
- Die häßliche Annusch
- Bebu und das Waldmandl
- Das kluge Bauernmädchen (vgl. Die kluge Bauerntochter)
- Der Zigeuner und die Zaubereichel
- Der Mann und die habgierige Frau
- Die unzufriedene Frau
- Die kluge Frau (vgl. Die kluge Bauerntochter)
- Die lustige Paula
- Kathku und der Schlangenkönig
- Das goldene Spätzchen
- Die arme Frau und ihre Söhne
- Die Buchweizendiebe
- Der tapfere Balthasar
- Da Daumanickl
- Die goldene Spieluhr
- Der Holzfäller und seine Söhne
- Der undankbare Olexa
- Der alte Jude
- Vom Jiedele mit dem Fiedele
- Gevatter Tod
- Vom reichen Mann und vom Tod
- Hans, der Ziegenhirt
- Der große schwarze Vogel
- Der Zaubergulden
- Die Zauberpeitsche
- Der Wunschring (vgl. Vom Fischer und seiner Frau)
- Der Reiter aus der Kulatsche
- Der Gagause und seine Tochter Fatima
- Der Zipserbub und der Teufel
- Von einem Mann, seiner Frau und dem Teufel
- Der Teufel und der Zigeuner
- Das Mädchen aus der Weide
- Das Land, wo die Sonne Königin ist
- Franzi und Ließku
- Hansl und Gretl
- Die Hexe und das Mädchen
- Der Schatz im Burgkeller
- Der Kopfschüttler
- Der tapfere Ritter Pfefferkorn
- Der Koch und die Räuber
- Eine Räubergeschichte
- Die wunderbare Henne
- Der kluge Hahn
- Das Hühnchen und das Hähnchen brauen Bier
- Die weißi Maus
- Das Kätzchen und das Mäuschen
- Das Lämmlein
- Vum rode Schweinche
- Der Fuchs
- Der Großvater und der Fuchs
- Das Häschen und der Fuchs
- Der Auerhahn und die Füchsin (vgl. Der Adler lehrt den Fuchs fliegen)
- Der Bauer und der Wolf
- Der Bär und die alte Geiß mit ihren zehn Zicklein
- Der schamige Bär
- Bär und Mensch
- Ninana
- Das faule Mädchen
- Das arme Weib
- Die zwei Brüder
- Der Hansi auf der Weibět
- Hansl und Jagerl
- Der Tschengdäsch frißt den Rengdäsch
- Der Graf, der Zigeuner und der Knecht
- Die beiden Zigeuner beim Teilen
- Chremseln
- Die Marian und der Speck
- Die Lokomotive und ihre Kinder

Rumänische Märchen. Verlag Werner Dausien, Hanau 1989; erzählt von Maria Kavková.
- Der Prinz und die Fee
- Hopp, Hütchen, hopp!
- Der Kaiser und die Nachtigall
- Vom Prinzen, der sich auf hunderterlei Handwerk verstand
- Goldschopf
- Wie die Vogelwelt ihren König wählte (vgl. Der Zaunkönig)
- Die Sonnenprinzessin
- Der goldene Hirsch
- Hundert Freuden, hundert Sorgen
- Findel
- Die Kluge (vgl. Die kluge Bauerntochter)
- Peter Pfefferkorns lange Wanderschaft
- Die Zauberseide
- Der Glückliche
- Das gerechte Brot
- Ein gesponnenes Märchen
- Warum der Hahn zum Kaiser ging
- Die beiden Töchter und die gute Waldfee
- Aller guten Streiche sind drei
- Winzig
- Der Schnee und das Schneeglöckchen
- Kaiser Grün und Kaiser Rot
- Blauäuglein und die zwölf Baumstarken (vgl. Schneewittchen)

## Serbien
Vuk Karadžić
Volksmärchen der Serben. Reimer, Berlin 1854.
- Bärensohn
- Das Luftschloß (auch Das Schloß zwischen Himmel und Erde[39] oder Das Schloß, das nicht im Himmel und nicht auf Erden stand[5])
- Die Thiersprache (auch Die Tiersprache[38] oder Die Sprache der Tiere[40])
- Der goldene Apfelbaum und die neun Pfauinnen (auch Die goldnen Äpfel und die neun Pfauhennen,[10] vgl. Die Prinzessin auf dem Baum)
- Stojscha und Mladen (auch Stojša und Mladen)[5]
- Der Teufel und sein Lehrjunge (auch Der Teufel und sein Lehrling)[41]
- Gerecht Erworbenes kann nicht verlorengehen (auch Wahres Verdienst bleibt nicht verborgen[39] oder Wahres Verdienst läßt sich nicht verbergen[41])
- Der Drache und der Kaisersohn (auch Der Drache und der Zarensohn)[5]
- Der Schlangenbräutigam
- Wieder vom Schlangenbräutigam
- Wem Gott hilft, dem kann niemand schaden
- Der goldwollige Widder (auch Der Widder mit dem goldenen Vlies)[41]
- Das Schicksal
- Wer wenig verlangt, dem wird am Meisten gegeben
- Die barmherzige Schnur
- Gerechtigkeit und Ungerechtigkeit
- Des Vaters letzter Wille
- Warum ist des Menschen Fußsohle nicht eben?
- Das höllische Blendwerk und die göttliche Macht (auch Teufelswerk und Gottesmacht[39] oder Teufelsblendwerk und Gottesmacht[41])
- Die Verbrüderungsgeschenke
- Der Mönch und die vier Sünder
- Das Schatzgraben
- Schöne Kleider vermögen sehr viel (auch Schöne Kleider tun viel)[41]
- Von dem Mädchen das behender als das Pferd ist
- Von dem Mädchen das an Weisheit den Kaiser übertraf (auch Das Mädchen übertrifft den Zaren an Klugheit[39], vgl. Die kluge Bauerntochter)
- Der wunderbare Vogel (vgl. Vogelkopf und Vogelherz)
- Das schwarze Lamm
- Wie sich die Tochter eines Kaisers in ein Lamm verwandelte
- Die drei Aalfische (auch Die drei Aale)[39]
- Das wunderthätige Messer (Das Zaubermesser)[39]
- Das wunderbare Haar (auch Das wundersame Haar[39] oder Vom wunderbaren Haar[10])
- Aschenzuttel (auch Aschenputtel[5], vgl. Aschenputtel)
- Die böse Stiefmutter
- Die Stiefmutter und ihr Stiefkind
- Die Stiefkinder
- Wie sie es verdient haben so ist es ihnen auch ergangen
- Ein böses Weib (auch Die böse Frau)[39]
- Der Riese (auch Der Zyklop)[5]
- Kaiser Trojan hat Ziegenohren
- Kaiser Dukljan
- Das Mädchen, die Wittwe und die von ihrem Mann geschiedene
- Während das Eine in den Koth sinkt, erhebt sich das Andere
- Salomon von seiner Mutter verwünscht
- Die Lüge und die Wette (auch Lügen um die Wette)[39]
- Der König und der Hirte (auch Der König und der Hirt)[39]
- Der’s versteht, dem trägt’s das Doppelte
- Die zwei Pfennige (auch Die zwei Groschen)[41]
- Handwerk geht über Alles
- Der Bär, das Schwein und der Fuchs (auch Bär, Schwein und Fuchs[42], vgl. Die Katze als Frau Fuchs)
- Wie sich der Fuchs am Wolfe gerächt hat (siehe: Der Fuchs im Märchen)

Serbische Volksmärchen. Wien 1870.
- Stahl-Pascha
- Die Pfefferkörnchen (auch Pfefferkörnchen)
- Der eiserne Mann
- Die Sonnenmutter
- Der Mädchenvogel

List 2. 1900.
- Wie die Vilen entstanden sind

Srpski rječnik. 4. izd. Beograd 1935.
- Carigrad
- Das dunkle Reich

Sabrana dela Vuka Karadžića. Knj. 9, Srpske narodne poslovice, hg. von Miroslav Pantić. Beograd 1965.
- Warum zischt er denn einen Heiligen an?
- Der Mann und die Schlange
- Auch das wird vorübergehen

Sabrana dela Vuka Karadžića. Knj. 3, Srpske narodne pripovjetke, hg. von Miroslav Pantić. Beograd 1988.
- Der Schwiegersohn des Zaren und die Alte mit den Flügeln (auch Der Schwiegersohn des Zaren und das geflügelte Weib)[5]
- Der heilige Sava und der Teufel
- Ero aus dem Jenseits
- Wast hast du denn?

Weitere Sammler
Bilten: Bilten instituta za proučavanje folklora. Sarajevo I 1952ff.
- Iß du nur – ich warte auf den Sommer
- Wie sich der Jäger und der Bär verbrüderten
- Ein Teufel und ein Heiliger hüten Schafe und Ziegen

Maja Bošković-Stulli: Istarske narodne priče. Zagreb 1959.
- Die neun Wolfsbrüder (vgl. Die sieben Raben)
- Das Kind im Faß

Vladimir Bovan: Srpske narodne pripovetke sa Kosova i Metohije. Priština 1976.
- Die Tarnkappe
- Die Dukaten kommen von allein
- Der Wolf und der Fuchs (siehe: Der Fuchs im Märchen)
- Jaschar Pascha und der Pope Djura

Andra Gavrilović: Zwanzig serbische Volksmärchen. Beograd 1906.
- Die zwölf Brocken[7] (auch Zwölf Krumen)[5]

Djordje Stefanović Kojanov: Serbische Volksmärchen. Novi Sad 1871.
- Siebengestirn (auch Wie das Siebengestirn entstand,[40] vgl. Die vier kunstreichen Brüder)
- Der Zarensohn und das Schwanenmädchen

Luča: Književni list društva Gorski vijenac. Cetinje I 1895ff.
- Die Hochzeit des Katers (vgl. Die Katze als Frau Fuchs)

Stanoje M. Mijatović
Sveti Sava u narodnim pričama. Novi Sad 1913.
- Der heilige Sava und der arme Bauer
- Der heilige Sava, der Alte und die Gerechtigkeit

Kraljević Marko i Miloš Obilić u narodnim pričama. 3 izd., Kruševac 1932.
- Warum Kraljewitsch Marko nicht auf dem Amselfeld war

Tihomir Ostojić: Srpske narodne pripovijetke. Dubrovnik 1911.
- Der Wolf mit dem eisernen Kopf[39]
- Das Siebengestirn[39] (vgl. Die vier kunstreichen Brüder)
- Die Nachtschwärmerin[7]

Novica Šaulić: Serbische Volkserzählungen aus der Sammlung serbischer Volksmärchen von Novica Šaulić. Beograd 1925–1931.
- Er treibt einen Esel vor sich her[39]
- Dummerjan[5]
- Udam und der Zarensohn[5]
- Der Zauberkasten[5]
- Šogo[5]

Stevan Sremac: Nasradin Hodža. Njegove dosetke i budalaštine u pričama. Beograd 1952 (1. Auflage: 1894).
- Der Hodscha hat Angst um seinen Krug

Marinko Stanojević: Severno-timočki dijalekat. Beograd 1911.
- Die Sonne, der Igel und der Hahn

Nikola Tordinac: Kroatische Volkslieder und Märchen aus Bosnien. Vukovar 1883.
- Nassr Edin Hodschas Gusle[39]
- Der betrogene Wolf[7]
- Die dreizehn Brüder[7]
- Das Kind mit den neun Leuchtern[5]

B. Vila: List za zabavu, književnost i nauku. Beograd 1865ff.
- Untreue wird bestraft
- Wer auf die Frauen hört, ist schlimmer als die Frauen
- Nicht einmal im Wald ein böses Wort verhallt
- Warum der Mensch achtzig Jahre alt wird
- Ero kauft Speck
- Der Zigeuner und der Schwabe

Vuk Vrčević
Srpske narodne pripovijetke, ponajviše kratke i šaljive. Beograd 1868.
- Der Esel wird zur Hochzeit geladen
- Die Hasen sind nicht die Ängstlichsten
- Warum die Serben so arm sind
- Wenn’s herunterfällt
- Die Zigeunerfamilie

Srpske narodne pripovijetke, ponajviše kratke i šaljive. Dubrovnik 1882.
- Der Pope und sein Brief

Weitere Bücher
Die Märchen der Weltliteratur – Serbische Märchen. Eugen Diederichs Verlag, München 1992, Wolfgang Eschker (Übers. und Hrsg.).
- Die Alte auf dem Ziegenbock
- Spännchen
- Das Kind und der Teufel
- Die Tochter des Teufels
- Die Zarentochter, die sich in einen Teufel verliebte
- Der Dummkopf und die neun Riesen (vgl. Sieben-Mensch und Sieben-Buckel)
- Der Fischerjunge
- Der heilige Thomas
- Wer Gutes tut, dem wird Gutes getan
- Die Spindel
- Die Zigeunerin als Zarin
- Der Zarensohn
- Die Zaubertasche
- Gib dem Teufel nichts!
- Der Bursche, der sich vor nichts fürchtete
- Der Feuervogel (vgl. Der goldene Vogel)
- Der Pope ohne Sorgen
- Das Dohlenmädchen
- Das Schicksal war ihm vorhergesagt
- Wie der Alte dem Tod entging
- Die Feenkutsche
- Hühnchen geht auf den Basar
- Ich bin der Ziegenbock im langen Zottelrock
- Der Fuchs rächt sich am Wolf (siehe: Der Fuchs im Märchen)
- Der Hahn am Hof des Zaren
- Die Alte und das Hähnchen
- Der Dachs überlistet den Fuchs (vgl. Der Fuchs mit den hundert Listen und der Dachs mit den zwei Listen)
- Der Müller und der Fuchs (vgl. Der gestiefelte Kater)
- Die Füchsin und das Füchslein
- Wie der Fuchs den Mann rettete (siehe: Der Fuchs im Märchen)
- Gott und der Engel
- Die Frau und der Teufel
- Das Holz kam von allein aus dem Wald
- Warum die Menschen nicht wissen, wann sie sterben
- Wie die Flöhe entstanden sind
- Wie das Käuzchen entstanden ist
- Wie ein Erdbeben entsteht
- Die überlisteten Schicksalsfrauen
- Woher der Name Kosovo kommt
- Kraljewitsch Marko in der Höhle
- Der heilige Ignatius
- Der Lügensack
- Wie die Alte den Teufel hereinlegte
- Wie der heilige Petrus für die Rühreier bezahlen mußte
- Wie der Pope den Dorfhirten hereinlegte
- Von einem, der gut stehlen konnte
- Der Zigeuner legt einen Herrn herein
- Tschosso
- Wer wen prügeln darf
- Die schlimmste aller schlimmen Frauen
- Hatte Baja Dschora überhaupt einen Kopf?

Slawische Märchen. Artia Verlag, Prag 1971; erzählt von V. Stanovský, O. Sirovátka und R. Lužík.
- Vom Milchbart und den dummen Riesen
- Ero und die türkischen Herren

Balkan Märchen. Verlag Werner Dausien, Hanau 1993; erzählt von Miloš Malý und Vladimír Hulpach.
- Wer zuletzt lacht …
- Fünf Brote
- Von der Schmiedin, die wie ein Pferd beschlagen wurde
- Pflaumen für Kehrricht
- Vom Faulpelz, der ein Herr wurde
- Freundschaft und Verrat
- Apfelschimmel und Bär
- Vom Witwer, der auf Brautschau ging
- Wie der heilige Sava durch den Balkan wanderte
- Ein salomonisches Urteil
- Das Elend
- Wie der Hahn zum Sultan ging
- Von der Zarin, dem toten Soldaten und dem tapferen Korporal
- Das Rätsel

## Slowenien
Ivan Grafenauer
- Vom heiligen Cyprian

Milko Matičetov
- Vom heiligen Andreas

Djuza Radović: Slowenische Volksmärchen. Beograd 1963.
- Der eiserne Ring
- Die Kinder der unglücklichen Königin
- Der goldene Berg
- Zlatorog
- Die Prinzessin mit dem goldenen Haar und dem goldenen Stern auf der Stirn
- Der goldschwänzige Vogel, das goldmähnige Pferd und der Wolf (vgl. Der goldene Vogel)

Weitere Bücher
Die Märchen der Weltliteratur – Legendenmärchen aus Europa. Eugen Diederichs Verlag, Düsseldorf / Köln 1967, Felix Karlinger und Bohdan Mykytiuk (Hrsg.).
- Die beiden Fuhrmänner

Slawische Märchen. Artia Verlag, Prag 1971; erzählt von V. Stanovský, O. Sirovátka und R. Lužík.
- Vom armen Burschen und der schlauen Prinzessin
- Das goldene Fischlein

Balkan Märchen. Verlag Werner Dausien, Hanau 1993; erzählt von Miloš Malý und Vladimír Hulpach.
- Das verflixte Geld
- Die schönste Blüte
- Petar und der Wassermann
- Der Schmied und das eiserne Rad
- Zehn gerupfte Gänse
- Maruschka und Jurka